# Fátima (filha de Maomé)
Fátima binte Maomé (em árabe: فَاطِمَة ٱبْنَت مُحَمَّد; romaniz.: Fāṭimah bint Muhammad), conhecida simplesmente como Fátima (Meca, c. 605 — Medina, 632 ou 633), foi a filha mais nova de Maomé, profeta do Islão, e da sua primeira esposa Cadija. Era casada com Ali (o quarto califa para os sunitas ou o primeiro para os xiitas).
Como outras famílias muçulmanas da época, eles viveram na pobreza até que mais terras e propriedades foram adquiridas pela comunidade inicial como resultado das primeiras conquistas sob a liderança de Maomé. Ela deu dois filhos a Ali, Haçane, o segundo imã xiita depois de seu pai e, por um curto período, também o califa dos muçulmanos; e Huceine, o terceiro imã xiita, cujo martírio em Carbala deixaria uma impressão indelével tanto na psique xiita quanto na história islâmica como um todo e Moḥassen (ou Moḥsen, morto muito jovem). Fátima também deu à luz duas filhas, Umm Cultum e Zainabe.
Os relatos dizem que em seus últimos dias, Maomé juntou Ali, Fátima e seus dois filhos sob seu manto e disse: "Deus deseja remover a impureza de vocês, ó povo da casa [AHL AL-BAYT], e purificar completamente você" (Q 33:33). Isso confirmou o status sagrado de todos os cinco membros da casa de Maomé e, como resultado desse incidente, eles também são conhecidos como o Povo da Capa (ahl al-kisāʾ, também conhecido em árabe como al khamsa e em persa como panj tan, ambos significam simplesmente 'os Cinco').
Quando Maomé estava em seu leito de morte em 632, Fátima e Ali cuidaram dele, enquanto a liderança da comunidade estava sendo decidida em outro lugar pelos associados de Muhammad Abu Bakr (falecido em 634), Umar Ibn AL-Khattab (falecido em 644) e seus aliados. Assim, ela foi implicada nos eventos que levaram à divisão entre os ramos sunita e xiita do Islã. Fátima morreu jovem, um ano depois de seu pai. As contas diferem quanto ao local onde ela foi enterrada. Alguns dizem que ela foi enterrada no cemitério de Baqi, perto da casa de Muhammad; outros dizem que ela foi enterrada no terreno de sua mesquita. Fátima é muito reverenciada pelos muçulmanos, especialmente pelos xiitas. Entre os outros nomes pelos quais ela é conhecida estão al-Zahra, "a Radiante", al-Mubaraka, "a Abençoada" e al-Tahira, "a Pura". De acordo com as hagiografias xiitas medievais, seu casamento com Ali foi celebrado no céu e na Terra, e todos os imãs xiitas descendem desse casal. Também é dito que por causa de sua pureza, ela não menstruava como as outras mulheres. Além disso, ela será a primeira a entrar no paraíso após a ressurreição e, como Maria no cristianismo católico, intercederá por aqueles que a honram e a seus filhos e descendentes, os imãs. Embora o nome de Fátima não seja mencionado no Alcorão, os comentários xiitas apontam passagens que acreditam conter referências ocultas a ela, como Q 55:19, onde os dois oceanos de água que fluem juntos são interpretados como o reencontro de Ali e Fátima após um disputa.

## Nomes e Títulos Honoríficos
‘Fátima’ deriva da raiz f–t–m, que significa ‘separar’ ou ‘desmamar uma criança’.De acordo com uma tradição - da qual existem variantes - a sabedoria de nomeá-la Fátima é que seus 'descendentes' (dhurriyya), os xiitas e os devotos (muḥibb) de Fátima, serão separados de (fuṭima) o Fogo. Há também tradições que mencionam que uma das qualidades de Fátima é ser separada de todo o mal. O Profeta teria dito em várias ocasiões que Fátima mantém seus filhos e seus amigos e seguidores fora do alcance do Diabo.
De acordo com um hadith profético - com pequenas variações - Gabriel presenteou o Profeta com o presente de uma maçã celestial brilhante e acrescentou que a luz dela é chamada no céu de al-Manṣūra, 'ajudada por Deus', e na terra, Fátima. O Profeta perguntou sobre o motivo da diferença nos nomes. Gabriel respondeu que era porque os seguidores de Fátima serão separados do Fogo e Deus ajudará seus devotos, que é o significado dos versículos 4 e 5 do Sūratal-Rūm. Além de al-Manṣūra, al-Samāwiyya (O Celestial), al-Ḥāniya (O Compassivo) e al-Nūriyya (O Luminoso) também foram dados na tradição Shai como nomes de Fátima no Céu.
De acordo com um hadith narrado pelo Imam al-Ṣādiq, Fátima tem nove nomes diante de Deus: Fátima, al-Ṣiddīqa, al-Mubāraka, al-Ṭāhira, al-Zakiyya, al-Rāḍiya, al-Marḍiyya, al-Muḥaddatha e al- Zahrāʾ. O fato de terem sido concedidos por Deus e serem considerados atributos de Fátima afirma a sublime nobreza desses nomes.

### Al-Ṣiddīqa (A Sincera)
Significa a mulher verdadeira. Ela era a mulher mais verdadeira no mundo do Islã e fora do Islã. Em resposta a al-Mufaḍḍal b. A pergunta de ʿUmar sobre quem realizou a lavagem ritual de Fátima, Imam al-Ṣādiq disse que era ʿAlī b. Abī Ṭālib, o que foi uma surpresa para al-Mufaḍḍal, pois essa tarefa normalmente teria recaído sobre uma parente próxima. Como explicação, o Imam disse que 'ninguém poderia purificar a Ṣiddīqa, exceto o Ṣiddīq', assim como Jesus fez por Maria.

### Al-Mubaraka (A Abençoada)
Fátima recebe o epíteto de al-Mubaraka devido ao fato de que a linhagem do Profeta continuou através de seus descendentes, assim como Jesus traçou sua linhagem até Abraão através de Maria. Diz-se também que o significado pretendido de ‘Kawthar’ seria a multiplicidade dos descendentes do Profeta através de Fátima, porque ‘Kawthar’ é interpretado como significando ‘bem abundante’ (khayr al-kathīr).

### Al-Ṭāhira (A Casta) e al-Zakiyya (A Pura)
De acordo com o hadith al-Kisāʾ (lit. 'a narração do manto'), al-Ṭāhira é um dos cinco santos Povos do Manto (ahl al-kisāʾ) que foram purificados por Deus (Q 33:33, conhecido como verso taṭhīr). Um hadith narrado pelo Imam al-Baqir diz que Fátima foi purificada de todas as impurezas. Dado o versículo 19 de Sūrat Maryam, onde diz que foi profetizado que Maria teria um filho puro (ghulām zakī), a razão para nomear Fátima ‘al-Zakiyya’ foi porque ela teria filhos puros.

### Al-Rāḍiya (A Contente) e al-Marḍiyya (A Agradável)
Foi narrado pelo Imam al-Ṣādiq que quando al-Rāḍiya ouviu do Profeta as notícias divinas sobre o nascimento do Imam al-Ḥusayn e seu martírio, ela disse: 'Fiquei contente (raḍaytu) por causa de Deus'. De acordo com um hadith profético - que tem variantes - Deus ficou satisfeito com o contentamento de Fátima, e essa é a razão pela qual ela foi nomeada al-Marḍiyya.

### Al-Muḥaddatha (aquela falada [por anjos])
Foi narrado pelo Imam al-Sadiq que os anjos desceriam dos céus e falariam com ela exatamente como haviam falado com Maria. Eles disseram: 'Deus escolheu você, purificou você e escolheu você acima de todas as mulheres do mundo', razão pela qual ela foi chamada de al-Muḥaddatha.

### Al-Zahra (A Radiante)
De acordo com um hadith profético - que tem variantes - sobre a preferência dada à Família do Profeta, quando Deus terminou a criação dos céus e da terra e do Trono com a luz de Muhammad e Ali, o universo foi coberto pela escuridão . Quando os anjos reclamaram disso, Deus criou um espírito e uma luz pelos quais o Oriente e o Ocidente se manifestaram. Essa luz, pela qual os céus foram iluminados, era Fátima. Como resultado, ela é chamada de al-Zahra. Há também uma narração semelhante do Imam al-Sadiq que fala da criação de Fátima de A Luz da Majestade. Ainda outro grupo de narrativas fala sobre a iluminação da terra por sua luz quando ela nasceu, ou ela iluminando o nicho de oração em sua casa durante a oração. Essas noções são todas fundamentadas nas crenças Shai sobre as luzes dos Imaculados, ou seja, os Imames.

### Seus Títulos (Alqāb)
Sayyidat Nisāʾ al-ʿĀlamayn (A Primeira Dama dos Dois Mundos) foi um dos nomes que o Profeta teria usado com mais frequência ao se referir a ela, e deve ser visto como denotando as dimensões divina e humana de sua personalidade. A castidade e a pureza de Fátima, consideradas entre seus atributos mais importantes, refletem-se no fato de ela ser chamada de al-Batūl (a freira) e al-ʿAdhrāʾ (a Virgem), ambos comparáveis a alguns dos atributos e títulos da Virgem Maria. A denominação Maryam al-Kubrā (A Maior Maria) também é um de seus nomes. Outros nomes mencionados em histórias sobre ela, além dos dados acima no início deste artigo, incluem al-Ḥiṣān, al-Ḥurra, al-Insiyya al-Ḥawrāʾ, Rayḥāna e Zuhra.

### SeusKunyas
A posição de Fátima em sua família significou que vários outros epítetos foram aplicados a ela, dos quais uma menção especial deve ser feita de Umm Abīhā (a mãe de seu pai), que é um dos nomes pelos quais o Profeta teria se dirigido a ela. Esta expressão paradoxal constitui prova irrefutável da posição e importância de Fátima para o Profeta. O título Umm al-Aʾimma (Mãe dos Imames) é encontrado apenas na crença Shai e reflete a posição Shai sobre a questão do imamato e sobre o lugar de Fátima na cadeia dos Imaculados. Para Ithna'ashari, a associação de Fátima com os Doze Imames destaca sua posição como o elo único entre a profecia e o imamato, desde Adão até o prometido aparecimento do Mahdi. É neste contexto que também se pode apreciar melhor uma série de conceitos que algumas das fontes relacionam com ela, demonstrados em frases como Wārithat khayr al-anbiyāʾ (herdeira do melhor dos profetas), Qarīnat khayr al-awṣiyāʾ (cônjuge de o melhor dos curadores), ou a menção de ela ser simultaneamente a herdeira do Profeta, a esposa de seu curador e a mãe de uma progênie abençoada. Entre as outras denominações de Fátima, devem também ser mencionadas as seguintes como tendo especial importância ou maior renome: Umm al-Muʾminīn (Mãe dos Crentes), Umm al-Akhyār (Mãe dos Bons), Umm al-Azhār (Mãe dos as Flores), Umm al-Kitāb (Mãe do Livro), Umm al-ʿUlūm (Mãe das Ciências), Umm al-Khayra (Mãe das Boas Ações), Umm al-Faḍāʾil (Mãe das Virtudes); também há nomes que têm relação com sua descendência, como Umm al-Sibṭayn (A Mãe dos Dois Netos), e Umm al-Ḥasan, Umm al-Ḥusayn, Umm al-Ḥasanayn e Umm al-Muḥsin, em direto referência aos filhos.

## Biografia

### Do nascimento à juventude
Embora Fátima tenha um status elevado na tradição muçulmana posterior e nas muitas narrações sobre o Profeta que dizem ter sido narradas por ela, há pouca informação histórica sólida sobre sua vida. Fátima foi provavelmente a filha mais nova de Maomé e sua primeira esposa, Cadija, a única filha a viver o suficiente para gerar vários filhos. Os relatos divergem sobre a época e as circunstâncias de seu nascimento, mas a tradição acadêmica do xiismo duodecimano afirma que ela nasceu em Meca em 20 de Jumada II no quinto ano da missão de seu pai (biʿtha), quando ele teria quarenta e cinco anos. No entanto, de acordo com outro relato, preservado por Xeique Almufide em seu Masār al-Shia, que alguns outros estudiosos também relataram (às vezes do próprio Almufide), Fátima nasceu em 20 de Jumada II no segundo ano de missão religiosa de seu pai. De acordo com relatos principalmente sunitas, no entanto, ela nasceu em uma data consideravelmente anterior. Dependendo da fonte a que se refere, ela teria nascido entre cinco anos antes do início da missão de seu pai e um ou dois anos depois dela. 
Indo contra o costume aceito, sua mãe não mandou sua amada filha caçula embora para ser amamentada em qualquer uma das aldeias vizinhas, mas manteve-a com ela e cuidou dela mesma. Ela a amava demais para confiá-la aos cuidados de outra pessoa. Ela passou seus primeiros anos sob os cuidados amorosos e ternos de seus pais.
A infância de Fátima está associada a um dos períodos mais conturbados da história do Médio Oriente e ao início da missão religiosa do seu pai. A tradição islâmica relata que ele enfrentou considerável oposição dos representantes das religiões existentes, especialmente dos adoradores de ídolos de Meca.
Fátima protegeu seu pai e a causa de Alá contra todas as probabilidades e em todos os momentos, com coragem e convicção. Em tenra idade, ela passou pelo cerco de Shi'a Abi Talib. E não foi de forma alguma um cerco curto; durou três longos anos. Foi um boicote social e econômico total, onde crianças choravam com as dores da fome, e mães e irmãs se atormentavam ao ver o sofrimento dos entes queridos. Durante este período, ela mostrou coragem exemplar, mas este tempo terrível deixou um efeito em sua saúde que durou até o fim de sua vida.
Nesta época De acordo com os relatos mais confiáveis, a mãe de Fátima, Cadija, morreu três anos antes da Emigração (hijra) para Medina. Segundo algumas tradições, para consolar sua filha, o Profeta descreveu o lugar de Cadija no Paraíso a Fátima, que lhe foi relatado pelo Anjo Gabriel. Ela também era uma criança quando Abu Talib, o protetor mais influente do Profeta em Meca, também morreu; diz-se que isso também teve um efeito profundo em Fátima. No decorrer das dificuldades que o Profeta e seus seguidores enfrentaram, Fátima, pelo menos, testemunhou a perseguição que seu pai sofreu antes que ela viajasse com ele na emigração, ou hijra, para Medina. 

### Viagem de Meca a Medina
Ao ser infligido pelas mortes de Cadija e Abu Talib, o Profeta decidiu migrar para Medina. Ele ordenou a ‘Ali que se deitasse em sua cama durante a noite que mais tarde veio a ser conhecida como “a noite da estadia”. Durante aquela noite, cerca de quarenta (40), ou quatorze (14) homens politeístas cercaram a casa do Profeta e estavam determinados a atacá-lo e matá-lo. Mas, o Profeta havia escapado para uma caverna próxima, e Fátima az-Zahra ficou em casa esperando o ataque dos inimigos a qualquer momento. Ao amanhecer, os infiéis atacaram a casa enquanto apontavam suas espadas. Eles seguiram para a cama do Profeta com a intenção de matá-lo, mas ficaram surpresos ao encontrar ‘Ali deitado nela vestindo as roupas do Profeta. Eles saíram de casa sentindo-se derrotados e guardando ressentimento, fúria e fogo. Essas horas foram muito irritantes, assustadoras e angustiantes para Fatima az-Zahra. Logo, o alívio entrou em sua vida; Imam 'Ali a levou, e sua mãe, e Fatima Bint Zubair Ibn Abdul-Muttalib em direção a Medina. Quando os infiéis souberam disso, eles os interceptaram na tentativa de impedir sua migração para fora de Meca. Os infiéis foram rechaçados pelo Imam 'Ali, que continuou a jornada em direção a Medina. 

### Vida em Medina e casamento com Ali
Sobre o noivado de Fátima e Ali as fontes dão muitas informações, mas, como sempre, não concordam totalmente. Tanto Abu Bakr quanto Umar pediram a mão de Fátima, mas Muhammad recusou, dizendo que estava esperando o momento marcado pelo destino. Ali não se atreveu a apresentar sua proposta por causa de sua pobreza, e foi Muhammad quem facilitou sua tarefa; ele o lembrou de que possuía um peitoral que, se vendido, lhe daria dinheiro suficiente para o presente nupcial ( mahr ). Ali, acrescentando ao peitoral alguns outros objetos e um camelo ou uma ovelha, levantou a módica quantia de 480 dirhams ou algo próximo. Desse dinheiro ele gastou, a conselho de Muhammad, um terço ou dois terços em perfumes e o restante em objetos necessários para a casa. Quando Muhammad informou sua filha sobre a promessa que havia feito a Ali, Fátima (segundo Ibn Sad) não disse nada, e seu silêncio foi interpretado pelo Profeta como consentimento (segundo outras fontes, ela protestou e seu pai teve que consolá-la). dizendo que ele a havia casado com aquele membro da família que era o mais instruído e sábio, e que havia sido o primeiro a abraçar o Islã). 

### Casamento
As fontes divergem sobre o ano e o mês do casamento e sua consumação: o primeiro ou o segundo ano da hijra a, mais provavelmente o último. De acordo com algumas fontes, a consumação foi adiada por alguns dias ou alguns meses, e alguns dizem que não ocorreu até o retorno de Ali da expedição de Badr. Para celebrar o casamento, o noivo preparou um banquete, Maomé tendo dito a ele que isso era necessário; os Ansar deram suas contribuições em dhura e Ali matou uma ovelha. Duas esposas do Profeta, Aisha e Umm Salama, arrumaram a casa e prepararam o banquete de casamento. Diz-se que nessa época Ali tinha 25 anos e Fátima entre 9-11 (de acordo com fontes xiitas) 15-21 (de acordo com fontes sunitas). As fontes dão um relato bastante longo de um rito inaugurado pelo Profeta: tendo avisado os noivos para esperá-lo, Maomé foi à casa deles na noite de núpcias, pediu água em uma jarra, lavou as mãos nela (ou cuspiu nele, ou cuspiu de volta nele a água que havia usado para enxaguar a boca) e borrifou com ela o peito (os ombros e os antebraços) de Ali e de Fátima; finalmente, ele invocou a bênção de Deus sobre eles.
Este casamento possui um significado espiritual especial para todos os muçulmanos porque é visto como o casamento entre as maiores figuras sagradas que cercam o Profeta. O Profeta, que visitava sua filha quase todos os dias, tornou-se ainda mais próximo de Ali, dizendo-lhe uma vez: “Você é meu irmão neste mundo e no além.” 

#### A casa de Fátima depois do casamento
De acordo com Veccia Vaglieri, Ali construiu uma residência não muito longe da do Profeta, mas, como Fátima queria morar mais perto de seu pai, o Medinan al-Ḥaritha b. al-Numan cedeu sua própria casa para eles. Mas al-Qurashi diz que o Profeta construiu para sua filha uma casa adjacente à Grande Mesquita e fez uma porta que foi aberta para a mesquita. Quando o Profeta ordenou que todas as portas que foram abertas para a mesquita fossem fechadas e ele excluiu a porta da casa de Fátima e Ali como uma espécie de honra e glorificação. Ibn Umar considerou o fechamento de todas as portas das casas dos companheiros que foram abertas para a mesquita, exceto a porta do Imam Ali, como um dos méritos que Ali obteve. Os assuntos domésticos Fatima bint Asad, mãe do Imam Ali, morava com o Imam na mesma casa. Então, ele dividiu os assuntos da casa entre sua mãe e sua esposa Fatima bint Muhammad. Os assuntos internos da casa, como servir comida e afins, eram deveres de sua esposa, enquanto [os assuntos externos eram de sua mãe. Fátima, a filha do Profeta, servia comida para o marido e os filhos. Ela moía principalmente cevada no moinho e às vezes trigo. Então ela amassou e assou. Fátima viveu como viveram os profetas e seus guardiões. Ela era ascética e muito simples em todos os aspectos de sua vida. Ela varreu e limpou a casa com as próprias mãos. Ela tecia roupas para o marido e os filhos. A camisa que Imam Ali vestiu nas guerras foi tecida por ela. 

#### A vida com Ali
A vida de Ali e Fátima foi cheia de amor e amizade. Sobre isso, o Imam Ali disse: 'Por Allah, eu nunca a irritei ou a forcei a fazer algo (involuntariamente) até que Allah a levasse para um mundo melhor. Ela também nunca me irritou nem me desobedeceu em nada. Quando eu olhei para ela, minhas mágoas e tristezas foram aliviadas.'
Ali frequentemente ajudava Fátima nos assuntos domésticos. Ele disse: “Uma vez, o mensageiro de Allah nos visitou enquanto Fátima estava perto da panela e eu estava colhendo lentilhas. Ele disse, 'Ó Abul Hasan, ouça o que eu digo, e eu não digo exceto de meu Senhor. Todo homem, que ajuda sua esposa em sua casa, Alá escreverá para ele tanto quanto os cabelos de seu corpo (a recompensa de) adoração de um ano; jejuando durante o dia e adorando a noite toda, e Alá o recompensará como a recompensa do paciente e do justo.'

#### Os assuntos da casa
Fatima bint Asad, mãe do Imam Ali, morava com o Imam na mesma casa. Então, ele dividiu os assuntos da casa entre sua mãe e sua esposa Fatima bint Muhammad. Os assuntos internos da casa, como servir comida e afins, eram deveres de sua esposa, enquanto os assuntos externos eram de sua mãe. Fátima, a filha do Profeta, servia comida para o marido e os filhos. Ela moía principalmente cevada no moinho e às vezes trigo. Então ela amassou e assou. Fátima viveu como viveram os profetas e seus guardiões. Ela era ascética e muito simples em todos os aspectos de sua vida. Ela varreu e limpou a casa com as mãos. Ela tecia roupas para o marido e os filhos. A camisa que o Imam Ali vestiu nas guerras foi tecida por ela. Em algumas fontes, foi mencionado que o Profeta havia determinado para Fátima o trabalho dentro de casa e para Ali o trabalho fora de casa. 

#### Pobreza nos primeiros anos de casamento
A vida de Ali e Fátima começou com a pobreza. À noite, o casal recém-casado deitava-se sobre a lã de uma pele de carneiro não curtida, que continha ração para camelos durante o dia; como cobertura, usaram um velho pedaço de tecido iemenita listrado, que não era grande o suficiente para cobrir os pés e a cabeça. O travesseiro era de couro recheado com līf (fibras de palmeira); o enxoval era realmente escasso: uma garrafa de pele de cabra, uma peneira, um espanador, uma xícara. Maomé havia feito alguns presentes de casamento: uma roupa de veludo (khamla ou khamīl), dois jarros, uma garrafa de couro, um travesseiro e alguns cachos de ervas aromáticas. Fátima, não tendo criadas, moía ela mesma o milho, o que lhe dava bolhas; Ali, para ganhar um dinheirinho, tirava água dos poços e regava a terra dos outros; por causa desse trabalho árduo, ele reclamava de dores no peito.
De acordo com Veccia Vaglieri, Parece não haver razão para rejeitar os hadiths que falam da pobreza da família de Ali e Fátima; apenas sua duração deve ser limitada aos primeiros anos de casamento; muitos membros da comunidade eram igualmente pobres e foi somente após a ocupação de Khaybar que a situação melhorou para Ali e Fátima, assim como para um bom número de muçulmanos, pois eles então recebiam ações da produção do rico oásis e Aisha podia exclamam: “Agora vamos comer nossas tâmaras”.

#### Tasbihde Fátima
Imam Ali disse: Fátima era a pessoa mais amada de seu pai. ela mesma moeu o milho, o que lhe deu bolhas. Ela carregou água com a pele até afetar seu pescoço. Ela varreu a casa até suas roupas ficarem empoeiradas. Ela colocou fogo sob a panela até que suas roupas escurecessem com a fumaça. Ela sofreu alguns danos por causa disso. Um dia, ouvimos que alguns escravos foram trazidos ao Profeta. Eu disse a Fátima: 'Você poderia ir ao seu pai pedindo-lhe um servo para ajudá-lo'. Ela foi até o pai, mas o encontrou ocupado. Ela sentiu vergonha de perguntar a ele e depois voltou. No segundo dia, o Profeta foi à casa de Fátima e perguntou-lhe por que ela havia ido visitá-lo no dia anterior, mas ela sentiu vergonha de lhe contar. Eu disse: 'Por Allah, eu direi a você, ó mensageiro de Allah. Ela mesma moeu o milho, que lhe deu bolhas, carregou água com a pele até atingir o pescoço, varreu a casa até que suas roupas ficassem empoeiradas e ateou fogo embaixo da panela até que suas roupas escurecessem. Fomos informados de que alguns escravos ou servos foram trazidos até você, e então eu '. disse a ela para lhe pedir um servo. O Profeta disse: 'Devo lhe contar o que é melhor do que o que você me pede? Quando você vai para a cama, você recita trinta e quatro takbirs, trinta e três tasbihs e trinta e três tahmids (Allah Akbar, al-ḥamdu li'llāh, Subhan Allah). Isso é melhor para você do que um servo”.
O Ahlul Bayt prestou muita atenção a este tasbih. Eles a ensinaram a seus filhos e filhas como método educacional e alimento espiritual. Imam as-Sadiq disse: 'Ensinamos nossos filhos a memorizar este tasbih e recitá-lo após a oração e em'. dormindo Recitar este tasbih é uma espécie de glorificação de Allah. Fátima praticou lealmente este tasbih e manteve-o com entusiasmo desde o momento em que seu pai o ensinou a ela. Ela foi ao túmulo de seu tio, Hamza bin Abdul Muttalib, pegou um punhado de terra de seu túmulo e fez as contas de seu rosário com as quais praticou este tasbih chamado de “tasbih de Fátima”. Os muçulmanos a imitaram ao receber rosários para glorificar Alá. Quando o Imam al-Husayn foi martirizado, os xiitas fizeram seus rosários do solo de Kerbala onde o imam foi enterrado para praticar com eles o “tasbih de Fátima”. Eles também faziam, e ainda fazem, do solo de Kerbala pequenos pedaços secos para prostrar-se sobre eles nas orações.

#### Atividades sociais e políticas
Ao contrário do asceta que renunciou aos assuntos do mundo, tanto as fontes históricas quanto as hagiográficas sobre Fátima al-Zahra documentam sua participação ativa na vida doméstica e pública. de acordo com Sayyed Ali Khamenei, Fatima al-Zahra é única e profissional em ângulos políticos, públicos e também em ângulos jehad; a tal ponto que todas as mulheres políticas mutantes e profissionais do mundo possam ter lições e aprender com ela. Ela era uma mulher nascida em uma família onde os pais estavam no campo de uma grande revolução global e inesquecível. Ela experimentou as dificuldades da reversão de seu pai em Meca enquanto ela era uma criança, estava entre aqueles que foram levados para o vale de Abu Talib, ela sentiu a fome lá e muitos tipos diferentes de dificuldades da revolução global de seu pai lá. Depois disso, ela se casou com um homem que toda a sua vida foi utilizada para jehad por causa de Allah. E, quase 12 anos de sua família, metade ou todos os anos foi para o campo de batalha, seu marido nunca e esta grande e abnegada mulher nunca realizou nenhum trabalho necessário para seu marido esforçado e um soldado e senhor da guerra habitual. Portanto, a vida de Fatima al Zahra, embora ela não tenha vivido muitos anos, mais de 20 anos, mas sua vida em conexão com jehad e campanha e seu esforço e trabalho mutacional, paciência, aprendizado, muitas coisas diferentes, discursos e defesa da profecia e sistema imamato e islâmico, é um oceano de esforço e dever.
Ela realizou três atos de importância política, cada um registrado em quase todas as fontes, tanto sunitas quanto xiitas, embora em versões diferentes. Primeiro, após a conquista de Meca, ela recusou sua proteção a Abu Sofyān; em segundo lugar, após a morte do Profeta, ela defendeu corajosamente a causa de Ali, opôs-se ferozmente à eleição de Abu Bakr e teve violentas disputas com ele e particularmente com Omar; terceiro, ela reivindicou os direitos de propriedade de seu pai e contestou a recusa categórica de Abu Bakr em cede-los, particularmente Fadak e uma parte da produção de Khaybar.

## Fátima durante a doença e morte do pai
Fátima, que amava muito seu pai, ficou muito triste com sua doença e chorou e lamentou. Durante este período, ela recebeu uma confiança de Maomé. É Aisha quem relata o episódio em muitos hadiths: ela viu Fátima chorar quando seu pai falou com ela em segredo e depois sorrir. Após a morte do Profeta, ela perguntou a ela o que seu pai havia dito a ela naquela ocasião; Fátima respondeu que Maomé havia dito a ela que Djibrīl descia uma vez por ano para lhe trazer o Alcorão, mas que, como ele havia descido duas vezes recentemente, deduziu que o fim de sua vida estava próximo, então acrescentou que ela, Fátima , seria o primeiro membro da família a se juntar a ele no outro mundo. Então Fátima chorou. Mas Maomé disse a ela: “Você não está satisfeita em ser a sayyida das mulheres deste povo?” (ou “das mulheres dos Crentes”, ou “das mulheres do mundo”, ou “das mulheres do Paraíso” – todas essas variantes são encontradas nos hadiths) Então Fátima sorriu.

### A morte do Profeta
A morte do Profeta Maomé onze anos após a Hijra em 10/632 foi um grande choque para a comunidade muçulmana.. Ao ouvir a notícia da morte do Profeta, sua casa ficou lotada de gente chorando; mas o choro de Fátima foi o maior. Ela havia perdido seu grande pai, e com ele se foram sua felicidade e alegria; com sua morte veio a tristeza e a dor. Quando os muçulmanos souberam da morte do Profeta, eles correram para a Mesquita. As pessoas ficaram impressionadas e não perceberam o que realmente havia acontecido.
Ibn al-Abbas relatou que 'Ali, al-(Abbas e seus filhos al-Fadl e Qutham, Usama b. Zayd e Shuqran, ambos clientes de Maomé, se comprometeram a lavar seu corpo. Aws b. Khawali, um veterano medinense da batalha de Badr, implorou a Ali para deixá-lo entrar por causa da estaca do Ansar no Profeta e foi permitido por ele. 'Todos puxaram o corpo para seu peito, e al-'Abbas, al-Fadl e Qutham ajudaram ele para virá-lo. Osama e Shuqran começaram a derramar água no cadáver sem remover sua camisa. 'Todos o lavaram, esfregando a camisa por fora sem que sua mão tocasse o corpo. Ele disse: 'Você é mais querido para mim do que meu pai e mãe, quão doce você é vivo e morto.' Nada do corpo do Profeta assim foi visto, ao contrário do que acontece com os homens comuns. 
O relatório enfatiza que apenas parentes próximos de Maomé e dois de seus clientes estavam presentes. As mulheres, incluindo 'A'isha, em cujo apartamento Maomé morreu e foi enterrado, foram excluídas. Apenas um dos Ansar, mas nenhum dos Emigrantes de Mekkan, foi excepcionalmente admitido. Por reverência ao Profeta, muito cuidado foi tomado, contra a prática comum, para não descobrir seu corpo.  Ibn al-Abbas também relatou que o Profeta estava deitado em sua cama desde o pôr do sol na segunda-feira até o pôr do sol na terça-feira. As pessoas oraram ao lado de sua cama, que ficava ao lado de seu túmulo. Quando eles estavam prontos para enterrá-lo, a cama foi inclinada na extremidade dos pés e baixada dali para o túmulo. Al-Abbas, al-Fadl, Qutham, Ali e Shuqran desceram à sepultura. A lavagem do corpo e a abertura da sepultura aconteceram na segunda-feira, enquanto Abu Bakr e Umar estavam ocupados no Saqifat Bani Sa'ida.

### Os eventos no Saqifa
Os xiitas afirmam que Maomé indicou claramente seu desejo de que 'Ali fosse seu sucessor, como aconteceu que Abu Bakr foi eleito o primeiro califa? Este é um assunto muito complexo e central para toda a questão é o que ocorreu no Saqifa (Pórtico) dos Banu Sa'ida, um ramo da tribo Khazraj de Medina. Os fatos do que aconteceu são, em termos gerais, aceitos pelos escritores sunitas e xiitas mais confiáveis. Quando Maomé morreu, sua filha, Fátima, seu marido, Ali, e o resto da família de Hashim, reuniram-se ao redor do corpo preparando-o para o enterro. Sem que eles soubessem, dois outros grupos estavam se reunindo na cidade. Um grupo consistia em Abu Bakr, 'Umar, Abū Ubayda e outros proeminentes de Meca (os Muhajirun) e o segundo dos mais importantes dos Medinanos (os Ansar). Este segundo grupo estava reunido no pórtico do Banu Sa'ida. Foi relatado a Abū Bakr que os Ansar estavam pensando em prometer sua lealdade a Sa'd ibn 'Ubada, chefe dos Khazraj. E assim Abu Bakr e seu grupo correram para o Saqifa. Um dos Ansar falou primeiro dizendo que como os Ansar foram os que apoiaram e deram a vitória ao Islã e como os mequenses eram apenas hóspedes em Medina, o líder da comunidade deveria ser dos Anṣār. Abu Bakr respondeu a isso de forma muito diplomática. Ele começou elogiando as virtudes dos Ansar, mas depois destacou que os Muhajirun (os habitantes de Meca) foram as primeiras pessoas no Islã e eram parentes mais próximos do Profeta. Os árabes aceitariam a liderança apenas dos coraixitas e, portanto, os coraixitas deveriam ser os governantes e os anṣār, seus ministros. Um dos Ansar propôs: 'Que haja um governante de nós e um governante de você. Pois não invejamos você neste assunto, mas tememos ter governando sobre nós um povo cujos pais e irmãos matamos (na luta entre Meca e Medina antes da conquista de Meca por Maomé). E assim a discussão ia e voltava até que Abu Bakr propôs: 'Dê sua lealdade a um destes dois homens: Abu 'Ubayda ou 'Umar.' E 'Umar respondeu: "Enquanto você ainda está vivo? Não! Não cabe a ninguém impedi-lo da posição em que o Apóstolo o colocou. Então, estenda sua mão." E Abu Bakr estendeu sua mão e 'Umar deu a ele sua lealdade.Um por um, lentamente no início, e então avançando em massa, os outros fizeram o mesmo.

### O evento da casa de Fátima
Após a morte do Profeta, Fátima viu-se indiretamente envolvida em alguns dos eventos que se seguiram à morte do Profeta. Após sua eleição, Abu Bakr dirigiu-se com alguns companheiros para a casa de Fāṭima, onde vários Ansar e apoiadores de Ali se reuniram. O recém-eleito Khalifa queria obter a homenagem desses dissidentes também, mas ʿAlī avançou para encontrá-lo com a espada desembainhada, e Fátima, quando seu marido foi desarmado por ʿUmar e o grupo se preparava para entrar na casa, levantou tais gritos e ameaçou com tanta ousadia descobrir seu cabelo que Abu Bakr preferiu se retirar. Há outros relatos do mesmo episódio: Fátima viu na mão de Umar uma marca e perguntou se ele pretendia atear fogo em sua porta por causa de sua hostilidade para com ela em um livro, al-Imāma wa 'l-siyāsa, o episódio é relatado com detalhes mais sérios: ʿUmar realmente tinha más intenções; ele mandou trazer lenha e ameaçou queimar a casa com tudo dentro. Quando lhe perguntaram: “Mesmo que Fāṭima esteja lá?”, ele respondeu afirmativamente. Então aqueles que estavam na casa saíram e prestaram a homenagem exigida - exceto ʿAlī. Fāṭima, aparecendo na porta, repreendeu-os: “Vocês deixaram o corpo do Apóstolo de Deus conosco e decidiram entre si sem nos consultar, sem respeitar nossos direitos!” Quando Abū Bakr e ʿUmar repetiram suas tentativas de fazer ʿAli obedecer, dizem que ela gritou: “Ó pai! Ó Apóstolo de Deus! Que males sofremos nas mãos de ʿUmar e Abū Bakr após sua morte!”

## Herança

### Fadak
Fadak, nome de uma aldeia nas proximidades de Medina, a uma distância de dois dias de viagem. Acredita-se que Fadak tenha sido um dos assentamentos agrícolas judeus do norte do Hijaz na era anterior à ascensão do Islã. Depois que as tribos judaicas apoiaram os habitantes de Meca e outras tribos politeístas contra os muçulmanos e violaram os tratados que haviam assinado com o Profeta. O profeta Maomé teria enviado pelo menos dois grupos de ataque contra Fadak. um em 6/627–8 liderado por Ali b. Abi Talib e um em 7/628–9 liderado por Bashir b. Saʿd. O profeta posteriormente enviou Muḥayyiṣa ibn Masʿūd para negociar com os habitantes. e a aldeia acabou se rendendo a ele em termos que diferem ligeiramente de fonte para fonte. muitas fontes especificam que, após sua capitulação, Fadak, ou pelo menos parte dela, tornou-se propriedade pessoal do profeta Maomé. Durante essas campanhas, os muçulmanos obtiveram a posse de vários assentamentos e aldeias em Khaybar, Fadak e uma parte das casas dos Banū al-Naḍīr, Banū Qurayḍa e outras tribos. Estes foram os primeiros lugares capturados pelos muçulmanos. 
Al-Zuhrī diz que o versículo 59:6 do Alcorão foi revelado quando as terras de Banū al-Naḍīr, incluindo Fadak, foram tomadas pelo Profeta sem qualquer luta e, por esta razão, o Profeta tinha o direito exclusivo de dispor dessas terras terras como bem entendesse. Resumindo, como o Profeta havia feito um tratado com os habitantes de Fadak e algumas das outras aldeias próximas, uma parte de suas terras estava agora à disposição do Profeta.
Um grande número de comentaristas e juristas do Alcorão, tanto das escolas xiitas quanto sunitas, reconheceram, com base nas narrações disponíveis para eles, que quando o verso 'Dê aos parentes seu direito...' (Q 17:26) foi revelado , o Profeta deu Fadak a Fátima. Numerosas narrações e outros itens de evidência demonstram que Fátima havia recebido Fadak durante a vida do Profeta e é relatado que ela tinha agentes lá administrando a propriedade.

### Confisco de Fadak
Após o falecimento do Profeta e os eventos que ocorreram em al-Saqīfa, um dos primeiros atos realizados por Abu Bakr como o primeiro califa (r. 11–13/632–634), possivelmente como uma demonstração de sua autoridade para aqueles Emigrantes e Ajudantes, especialmente a Família do Profeta, que ainda se opunham a ele e que ainda não haviam jurado lealdade (bayʿa) a ele, deveriam tomar posse de Fadak de Fátima e expulsar seus agentes da terra. 
Quando Fátima soube desses eventos, ela foi confrontar Abū Bakr e exigir o retorno de Fadak. Fāṭima se opôs a este ato e apresentou o testemunho de seu marido, ʿAlī b. Abī Ṭālib e de Umm Ayman, no sentido de que o Profeta havia concedido a ela a terra de Fadak como um presente. As versões mais comuns desse evento, especialmente em fontes não xiitas, deixam claro que Abu Bakr não considerou o depoimento dessas testemunhas suficiente para estabelecer que Fadak realmente havia sido presenteado a Fátima por seu falecido pai. Ao saber disso, Fátima exigiu a herança a que tinha direito dos bens de seu falecido pai. No entanto, Abu Bakr retrucou que tinha ouvido o Profeta dizer "Nós, os profetas, não deixamos nenhuma herança; tudo o que deixamos é caridade".  De acordo com Madelung, 'Ao ouvir esta contestação de Ali, citando o Alcorão: "Salomão tornou-se o herdeiro de Davi (XXVII 16) e Zacarias disse [em sua oração: dê-me um parente mais próximo] que herdará de mim e herdará de a família de Jacob (XIX 6)." Abu Bakr disse: "É assim, e você, por Deus, sabe o mesmo que eu sei." (Ali respondeu: "Este é o Livro de Deus falando." De acordo com o historiador Sibt ibn al-Jawzi, Abu Bakr finalmente decidiu devolver Fadak a Fátima, mas Umar impediu que isso acontecesse, argumentando que Abu Bakr precisaria do recurso para lidar com qualquer crise no futuro. Nem Fátima nem Ali prosseguiram com sua reivindicação no interesse da harmonia comunitária, embora estivessem muito desapontados. e em algumas fontes há uma versão alternativa que tem Fāṭima e o tio do Profeta al-ʿAbbās b. ʿAbd al-Muṭṭalib (d. c.32/652–3) juntos reivindicando a herança de Fadak de Abū Bakr. 

### Hadithda herança de Maomé
Abu Bakr alegando uma vez ter ouvido Maomé dizer “Nós [os Profetas] não temos herdeiros. Tudo o que deixamos é esmola”, o califa deserdou Ali e Fátima da propriedade de Maomé. Doravante, a família do Profeta seria alimentada e vestida apenas com esmolas fornecidas pela comunidade. Dado que não havia outras testemunhas da declaração de Maomé, esta foi uma decisão notável. Mas o que torna a decisão ainda mais problemática é que Abu Bakr providenciou generosamente para as esposas de Muhammad, dando-lhes a casa do Profeta como legado. Ele até deu a sua própria filha, Aisha, algumas das antigas propriedades de Maomé em Medina.
De acordo com o conhecimento de todos os historiadores, este hadith foi relatado apenas por Abu Bakr do Profeta, e nenhum hadith foi narrado por outros companheiros.
Embora este hadith tenha sido aceito pelos estudiosos sunitas, os estudiosos xiitas discordam da declaração de Abu Bakr e apresentam várias razões que rejeitam o argumento de Abu Bakr para impedir Fátima da herança de seu pai. Uma dessas razões, levantada pela própria Fátima contra o argumento de Abu Bakr, é a decisão do Alcorão sobre os filhos herdarem de seus pais. Em um discurso, Fátima conta a Abu Bakr como sua filha herda de você, mas eu não herdo de meu pai, e porque, contrariando o decreto de Deus, ela é privada da herança. Outra crítica a este hadith que foi mencionada é que Abu Bakr foi o único a narrar este hadith e como outros companheiros não narraram tal narração do Profeta. De acordo com Muhammad Baqir Sadr, um estudioso xiita, se aceitarmos que tal hadith foi narrado pelo Profeta, então, de acordo com a narração da história, Abu Bakr queria devolver Fadak a Fátima de acordo com uma decisão, até que Omar o impediu. Também é relatado que Abu Bakr expressou seu pesar por não ter retornado Fadak a Fátima no final de sua vida e momentos de morte. Muhammad Baqir Sadr acrescenta como Abu Bakr não retomou as casas das esposas do Profeta, que faziam parte de sua herança, e permitiu que vivessem nelas.

### Desagrado de Fátima
Segundo historiadores, no esforço de normalizar a situação, Abu Bakr pediu a Umar que o acompanhasse até a casa de Fátima para compensar o desagradável episódio. Profundamente magoada, Fátima se recusou a ver o califa a princípio, mas por insistência de Ali ela concordou com o encontro. No entanto, ela apenas graciosamente lembrou a seus eminentes convidados sobre o conhecido ditado do Profeta, também registrado em Sahih al-Bukhari, 'Fátima é uma parte de mim, e quem a deixa com raiva, me deixa com raiva'. vistas altas e claras? Mantendo um silêncio digno depois disso, Fátima nunca mais falou com Abu Bakr. Após a morte do Profeta, Ali não foi convidado para as negociações Saqifa por Abu Bakr e Umar e a busca altamente desrespeitosa de Fátima e da casa de Ali, tudo dentro de algumas semanas após a ascensão de Abu Bakr como califa, foi particularmente difícil para Fátima aguentar. De acordo com alguns relatos, Fāṭima o puniu com silêncio até sua própria morte.
De acordo com Tabari, ela não permitiu que o califa Abu Bakr comparecesse ao seu enterro. Ela, no entanto, nomeou a esposa de Abu Bakr, Asma bint Umays, como aquela que ela queria ao lado de Ali para dar a seu corpo o banho final antes do enterro. A amada filha do Profeta havia sofrido demais em seus últimos dias. Fontes xiitas e sunitas reconhecem amplamente esse fato.

## Doença e morte de Fátima
Fátima adoeceu logo após a morte do pai. Segundo algumas fontes, ela se reconciliou durante sua doença com Abu Bakr, que pediu para visitá-la, mas segundo a maioria ela permaneceu zangada até o fim. Há uma história frequentemente repetida sobre os últimos momentos de sua vida: ela se preparou para a morte lavando-se, vestindo roupas grosseiras e esfregando-se com bálsamo, e encarregou sua cunhada, Asma b. ʿUmays, a viúva de Djafar b. Abi Talib, que a ajudava nessas tarefas, para que ninguém a descobrisse após sua morte; então ela se deitou em uma cama limpa no meio do quarto e esperou o fim. Como ela havia reclamado do costume de cobrir os mortos com um tecido que revelava suas formas, Asma preparou para ela um caixão feito, à maneira dos abissínios, de madeira e folhas frescas de palmeira. Fátima estava contente com isso. esses relatos que nos permitiriam supor que Fátima era gentil, modesta e calma diante da morte são contrariados por outros: de acordo com al-Yaḳūbī , ela repreendeu severamente as esposas do Profeta e as mulheres dos coraixitas que vieram visitá-la durante sua doença; através de Asma ela impediu que Aisha entrasse; sua ansiedade para esconder sua forma do olhar das pessoas foi motivada pela vergonha de sua extrema magreza.

### Causa da morte
Sobre a causa da morte de Fatima Zahra, houve vários relatos e opiniões entre sunitas e xiitas. Segundo a maioria dos estudiosos xiitas, Fátima adoeceu e morreu logo após a morte de seu pai devido ao sofrimento físico e emocional.
Fontes xiitas também fornecem detalhes vívidos descrevendo os últimos dias e horas de Fátima como passados na solidão em paz com sua morte iminente. O jurista ismaelita, Al-Qāḍī alNu'mān (falecido em 363/974), um contemporâneo de al-Ṣadūq, transmite um relatório atribuído a al-Bāqir no qual afirma que “o que quer que tenha sido feito a ela pelo povo” a levou a ficou acamada, enquanto seu corpo definhava até se tornar como um espectro (ka-alkhayāl). Este relatório é um dos poucos que fornece uma descrição do sofrimento físico de Fátima após o trauma físico que ela supostamente experimentou. O relatório é misterioso, pois não atribui o trauma a nenhum incidente específico; no entanto, pode ser entendido no contexto geral da tradição xiita para se referir à violência após o evento Saqīfah e o protesto de Fátima em relação a Fadak.
Entre os ulamas xiitas, Shaikh al-Tusi, que morreu em 460 A.H., e que foi aluno de Shaikh al-Mufid e de al-Sharif al-Radi, disse: “... E o que ele foi criticado é por terem espancado Fátima. que é relatado como tendo sido espancado com chicotes. O que é famoso e o que é consenso entre os xiitas é que ela levou uma pancada na barriga até abortar, e a criança que ela abortou chamava-se Muhsin. Tal narrativa é bastante famosa entre eles. Acrescente a isso o desejo de incendiar a casa dela quando as pessoas buscaram refúgio com ela e se recusaram a fazer o juramento de fidelidade a ele (a Abu Bakr). Ninguém nega esta narrativa porque explicamos a narrativa conforme relatada pelos sunitas através de al-Balathiri e outros. Os xiitas fornecem mais detalhes e não diferem a esse respeito”.
Também relatórios descrevem Fatimah como estando grávida no momento do ataque e tendo abortado uma criança como resultado. Kamil al-ziyarat por Ibn Qawlawayh é a primeira referência xiita conhecida à perda de um feto, conhecido pelos xiitas como Muhsin. A existência ou identidade dessa criança é mencionada em algumas fontes não xiitas pré-Ibn Qawlawayh, bem como em fontes xiitas e sunitas pós-Ibn Qawlawayh. Os historiadores al-Baladhuri, al-Ya'qubi e al-Mas'udi, por exemplo, listam Muhsin entre os filhos de Fátima, embora sem mencionar um aborto espontâneo, com al-Baladhuri mencionando que ele morreu jovem.
Baqer Sharif Qureshi, citando fontes sunitas e xiitas, descreve o aborto de Fatimah - que ocorreu devido a ferimentos sofridos durante o incidente na casa de Fatimah e levou à fratura do lado de Fatimah Zahra. De acordo com seu relatório, Muhammad Shahrashtani em al-Malal e al-Nahal, Ibn Hajjar Asqalani em Lissanu al-Mizan, Masoudi em Isbat al-Wasiyyah, Shams al-Din Dhahabi em Mizan al-Etidal, Ibn Shahrashub citando al-Maarif Ibn Qutaiba em Manaqib al-Abi Talib, Salah al-Din al-Safifi, Tabrisi em al-Ihtijaj e Muhammad Baqir Majlisi em Bihar al-Anwar declararam este assunto.

### Data da morte
Há a mesma incerteza sobre a data de sua morte que envolve outros eventos de sua vida privada. Sua morte é unanimemente colocada no ano 11 A.H, mas o mês é duvidoso; o relato mais comum é que ela morreu seis meses depois do Profeta. Alguns dizem que ela viveu trinta ou trinta e cinco dias após a morte de seu pai. Alguns dizem que ela viveu por quarenta dias, alguns dizem setenta e cinco dias, e outros dizem que ela viveu por noventa e cinco dias após a morte de seu pai. Os historiadores discordaram sobre a idade de Fátima. Alguns dizem que ela viveu dezoito anos, alguns dizem vinte e um anos, alguns dizem vinte e cinco, outros dizem vinte e sete anos, e alguns dizem que não.

### Enterro
Al-Shaykh al-Ṭūsī inclui um longo relatório descrevendo os momentos finais em que o terceiro Imam al-Ḥusayn relata que quando sua mãe Fátima adoeceu, ela pediu que Ali escondesse o assunto e não informasse ninguém sobre sua doença. al-Ḥusayn continua descrevendo seu pai, Ali, como cuidando de Fátima com a ajuda de seu cliente, Asmā' bint 'Umays. Então, quando a morte se aproximou, ela confiou a ele para cumprir seu desejo de manter qualquer informação sobre sua doença dos muçulmanos e, para isso, ela pediu que ele a enterrasse à noite e encobrisse seu túmulo.
De acordo com alguns relatos, em seu leito de morte, Fāṭima pediu a ʿAlī que a enterrasse à noite e em segredo, a fim de negar a Abū Bakr a oportunidade de comparecer a seu funeral. Isso é indicativo da profunda raiva que ela sentia por ele por seu comportamento em relação a ela, seu marido ʿAlī e os Banū Hāshim em geral.
Para observar a etiqueta necessária dos ritos funerários, Fāṭima pediu a Asmāʾ bint ʿUmays, que se familiarizou com o uso de caixões enquanto estava na Abissínia, que fornecesse um caixão no qual seu corpo pudesse ser colocado, em vez de sendo carregado envolto apenas em uma mortalha.
De acordo com seu desejo de ser enterrada em segredo, seu funeral contou com a presença apenas de ʿAlī, Asmāʾ, al-Ḥasan, al-Ḥusayn e alguns de seus amigos mais fiéis. Ali a enterrou à noite e não informou o califa de sua morte. Segundo relatos, além de Ali e seus dois filhos, Hassan e Hussein, Abbas bin Abdulmutallib, Miqdad, Salman, Abu Dharr, Ammar, Huzaifah, Aqeel, Zubair, Abdullah bin Masoud, Buridah e Fazl bin Abbas compareceram ao funeral. 

### Túmulo de Fátima
Quase todas as fontes concordam que Fátima foi enterrada em Al-Baqi, e algumas especificam o local de seu túmulo: perto da mesquita chamada, pelo nome da mulher que a construiu, Masdjid Ruḳayya, na esquina do dār de ʿAqīl (irmão de Ali), sete côvados da estrada etc., mas de acordo com outras fontes, imediatamente após o enterro ou algum tempo depois, a posição exata da sepultura não era mais conhecida. Al-Masʿūdī afirma que havia uma tumba que trazia uma inscrição dando como os nomes daqueles enterrados lá Fátima e três ʿAlids (ele é, no entanto, o único a dar este detalhe), mas al-Muḳaddasī inclui a tumba da filha do Profeta na lista de lugares sobre os quais há desacordo, pois também era possível que Fátima tivesse sido enterrada “no quarto” (fil ḥudjra). Hoje em dia, os peregrinos xiitas, para homenagear a sayyidat al-nisāʾ, visitam três lugares: sua casa, o Baḳīʿ e o espaço na Grande Mesquita entre a rawḍa e o túmulo do Profeta. Para uma pequena maḳṣūra que poderá assinalar o seu local de sepultura e o “Jardim de Fátima”, também na Grande Mesquita. A última possibilidade deriva de um ditado do Profeta, que entre sua sepultura e seu púlpito está localizado um dos jardins do Paraíso, que tem sido interpretado como uma referência ao local do enterro de Fátima.
De acordo com Ja'far Murtadha al-Amili, é digno de nota que os Imames nunca informaram seus xiitas sobre o local de seu túmulo, como foi o caso do Comandante dos Fiéis cujo túmulo foi identificado pelo Imam al -Sadiq, como é bem conhecido, e também é o caso de todos os outros imãs que identificaram seus túmulos para seus xiitas, com exceção de al-Zahra'. Os xiitas, que aplicam os princípios islâmicos e a Sunnah ensinados por Ahl al-Bayt, também, aqueles que compareceram ao funeral e ao enterro, como 'Ammar, Abu Dharr, Salman, al-'Abbas, 'Aqil e outros nunca familiarizou ninguém com seu túmulo em conformidade com sua própria vontade e por amá-la.
Apesar da falta de certeza em torno do local de seu túmulo, as coleções xiitas de súplicas, manuais devocionais e trabalhos relacionados à visitação de santuários (ziyāra) contêm instruções detalhadas para os ritos, fórmulas e súplicas para visitar seu santuário, ainda outra indicação da profunda importância da figura de Fāṭima na fé e na tradição xiitas.

## Descendência de Fátima

### Crianças
Al-Ḥasan nasceu em 2/624 (mas neste caso a consumação do casamento não pode ter ocorrido depois de Badr!) ou em 3/625, em Ramaḍān; al-Ḥusayn foi concebido 50 dias após o nascimento de al-Ḥasan e nasceu em 4/626, nos primeiros dias de Shaʿbān. Além desses dois filhos e um terceiro, Muḥassin (ou Muḥsin), natimorto, Fāṭima teve duas filhas, que foram chamadas pelos nomes de duas de suas tias: Umm Kulthūm e Zaynab.
Al-Ḥasan é considerado pelos xiitas como o Imam após a morte de 'Ali. Hasan nasceu em Medina e foi criado na casa do próprio Profeta até a morte deste, quando Hasan tinha cerca de 7 anos. Não há dúvida de que o Profeta tinha um grande carinho por seus dois netos, Hasan e Husayn, a quem ele referido como os 'chefes dos jovens do paraíso' e sobre quem ele foi amplamente citado como tendo dito 'aquele que amou Hasan e Husayn me amou e aquele que os odiou me odiou'.
quando ʿAli foi assassinado em 19 de Ramażān em 28/28 de janeiro de 660, ele governou uma parte das terras muçulmanas em Kufa por um curto período de tempo e então renunciou ao poder de acordo com o tratado de paz com Muawiyah. Ele foi envenenado em Medina em 670 DC e morreu.
Depois de Hasan, seu irmão mais novo, Husayn, tornou-se o chefe da Casa de 'Ali e, de acordo com os xiitas, o Terceiro Imam. Abū 'Abdu'llah Husayn ibn 'Ali, que recebeu dos xiitas o título de Sayyid ash-Shuhada (Príncipe dos Mártires), também nasceu em Medina. Ele se rebelou contra Yazid em 680 DC e foi morto na batalha de Karbala junto com seus companheiros.
E Zaynab, que desempenhou um papel importante durante o período omíada ao reivindicar os direitos da família do Profeta depois que seu irmão Husayn foi morto no Iraque.
Os descendentes de Ali de Fátima são conhecidos como sharīf ou sayyid (que significam “nobre” e “mestre” respectivamente). Como os únicos descendentes sobreviventes de Maomé, eles são respeitados pelos xiitas e sunitas. e aos olhos de alguns muçulmanos, herdeiros legítimos da liderança da comunidade islâmica.

## Aparência
Para começar, ao estudar o retrato de Fāṭima nas fontes, um dos tópicos mais comuns nas narrações é sua forte semelhança com o pai. Esses relatos a retratam como tendo cabelos escuros, tez rosada e uma expressão brilhante, como a de seu pai. Diz-se que sua maneira de andar e sua maneira pessoal se assemelhavam às do Profeta, e até mesmo sua maneira de falar e se comportar eram semelhantes às dele. Mais importante ainda, esses relatos são comuns a fontes xiitas e sunitas, então não há dúvida deles serem tendenciosos.
Segundo fontes, ela é comparada à “lua cheia ou ao sol escondido pelas nuvens”. A última descrição, como observa Soufi, corresponde à das donzelas do paraíso (huriya). Em alguns casos, Fátima é explicitamente associada ao huriya. Sua aparência está ligada às suas origens celestiais, e imagens de luz permeiam as descrições dela. Seu título honorífico mais comum, al-Zahraʾ, geralmente é entendido como uma referência ao seu esplendor. Tão magnífica seria a luz que apareceu em seu nascimento que os anjos nunca tinham visto nada parecido. Fáṭima também é considerada a Rainha do Céu e a Senhora do Dia da Ressurreição, no qual ela usará uma coroa luminosa e conduzirá as mulheres piedosas sob uma cúpula de luz ao paraíso.
De acordo com Veccia Vaglieri, Fátima não pode ter aparecido a mulher fraca e doente que algumas fontes a consideravam com base em dois hadiths, que podem se referir a situações puramente temporárias, pois há outros fatos (ela teve cinco filhos; sua dispensa de árduos tarefas domésticas, as suas duas viagens a Meca que provam que Fátima gozava de bastante boa saúde).

## No Alcorão
Fátima não é mencionada pelo nome no Alcorão, mas a tradição exegética clássica associou certos versos a ela e a seu marido e filhos. Particularmente no islamismo xiita, a figura de Fátima como o elo de sangue mais próximo do próprio Profeta, gerou uma literatura hagiográfica, bem como práticas de devoção e súplica. As narrações Shiʿi entram em grandes detalhes sobre a estação e o mérito de Fāṭima. Alguns dos exemplos mais marcantes disso podem ser encontrados em comentários sobre versos do Alcorão que indicam que, de acordo com a crença xiita, alguns capítulos e versos do Alcorão foram revelados sobre Fāṭima ou, pelo menos, são relevantes para ela.

### Verso de Mubahala
Indiscutivelmente, o mais conhecido desses versos sobre Fátima é o já mencionado verso de Mubāhala. Muitas tradições mencionam esses eventos. Os comentaristas concordam que o versículo foi ocasionado pela visita de uma delegação de cristãos de Najran no ano 10/631-2 que não aceitava a doutrina islâmica sobre Jesus. Após uma longa discussão, decidiu-se envolver-se em mubuhala, onde ambas as partes orariam para invocar a maldição de Deus sobre quem fosse o mentiroso. Foi quando Maomé recebeu o versículo 3:61 do Alcorão, também conhecido como o versículo de Mubahala (imprecação mútua), que diz:
"E a quem argumentar contigo, sobre ele [Jesus], depois do que te chegou da ciência, diz: Vinde, nós convocaremos nossos filhos e vossos filhos, e nossas mulheres e vossas mulheres, e a nós mesmos e a vós mesmos; em seguida, imprecaremos e faremos ser a maldição de Alá sobre os mentirosos."
quando chegou a hora, o Profeta escolheu para mubahala os mais próximos dele. Eles eram sua família; sua querida filha Fátima, seu primo e genro Ali, e seus dois netos, al-Hasan e al-Husayn. os comentaristas sunitas e xiitas do Alcorão reconhecem que as palavras 'nossas mulheres' estavam se referindo a Fāṭima, e 'nossos filhos' estavam se referindo a al-Ḥasan e al-Ḥusayn e (nós mesmos) é Imam Ali. A mubahala, segundo os relatos, não ocorreu, pois os cristãos se desculparam dela.

### Verso da Purificação (Tat'hir)
O versículo 33:33 do Alcorão, também conhecido como 'o versículo da purificação' (āyat al-taṭhīr), fala sobre os méritos da Família do Profeta (ahl al-bayt) e sua purificação de todos os tipos de impureza. Alá disse:
“Deus simplesmente deseja tirar a poluição de vocês, ó povo da casa, e purificá-los completamente” (innamā yurīdu llāhu li-yudhhiba ʿankumu l-rijsa ahla l-bayti wa-yuṭahhirakum taṭhīran).
Todos os comentaristas dizem que este versículo foi revelado sobre os Ahlul Bayt, que eram as cinco pessoas da kisa' (vestimenta). Eles disseram que foi revelado apenas sobre o mensageiro de Allah, Imam Ali, Fátima, al Hasan e al-Husayn, e nenhuma das esposas ou companheiras do Profeta além dessas cinco pessoas. De acordo com várias narrações diferentes que dizem respeito a este versículo, a sua revelação tem uma ligação direta com a Tradição do Manto (ḥadīth al-kisāʾ), da qual Fátima é considerada uma das referências primárias.
Um ponto particular sobre Fátima é que, como a Virgem Maria, ela é descrita como batūl (casta) e nunca ritualmente impura como resultado da menstruação, uma indicação, entre outras coisas, de seu status mitológico e mundano na tradição xiita.

#### Inclusão do Ahl al-Kisa
Ahl al-Kisāʾ (o povo do manto) geralmente se refere ao grupo que compreende o profeta Maomé, sua filha Fátima, seu primo e genro Alī b. Abī Ṭālib e seus netos al-Ḥasan e al-Ḥusayn. Esta pêntada também foi designada aṣḥāb al-kisāʾ e āl al-ʿabāʾ.
A fonte dessa expressão é um ḥadīth conhecido como ḥadīth al-kisāʾ (também como ḥadīth al-ʿabāʾ), registrado nas coleções de tradições sunitas e xiitas. De acordo com este ḥadīth, um dia na casa pertencente a ʿAlī ou à esposa do profeta Umm Sal-ama, o Profeta estava vestindo uma capa (kisāʾ ou ʿabāʾ) de pêlo de camelo preto, e reunidos com ele sob a capa estavam Fāṭima, ʿAlī, al-Ḥasan e al-Ḥusayn. Como eles estavam sob este manto, o versículo do Alcorão 33:33, conhecido como o versículo taṭhīr, foi revelado: “Deus deseja apenas remover a mancha de vocês, pessoas da casa, e purificá-los completamente.”

#### Inclusão das esposas de Maomé
A frase Ahl al-Bayt ocorre no Alcorão 33:33: “Deus pretende apenas manter o mal longe de você, Família da Família, e purificá-lo completamente.” A grande maioria das tradições citadas por Ṭabarī explica Ahl al-Bayt neste versículo como referindo-se ao Profeta, ʿAlī, Fāṭema, Ḥasan e Ḥosayn; em algumas dessas tradições, o Profeta reúne os outros sob seu manto. No entanto, Ṭabarī inclui uma tradição que interpreta Ahl al-Bayt como referindo-se às esposas do Profeta. A primeira interpretação é vigorosamente apoiada por comentaristas xiitas. Muito mais tarde, Ebn Kasir sugere em seu comentário que Ahl al-Bayt inclui as esposas do Profeta, mas ele não está preparado para excluir ʿAlī, Fāṭema, Ḥasan e Ḥosayn. Um compromisso sunita típico é fazer com que Ahl al-Bayt neste versículo se refira tanto às esposas do Profeta quanto a ʿAlī e Fāṭema. Os escritores xiitas geralmente se referem a Ahl al-Bayt no sentido vago da totalidade dos descendentes de ʿAlī e Fāṭema, mas em escritos teológicos eles o reservam para ʿAlī, Fāṭema, Ḥasan, Ḥosayn e os demais imãs. O versículo do Alcorão é considerado uma evidência de que todos eles estavam sem pecado.

### O verso de Mawaddah
Entre as muitas coisas que o profeta Maomé reiterou consistentemente, sem dúvida a mais significativa poderia ser suas orientações para amar e apoiar sua família. Seja em interações com estranhos ou em suas palavras de despedida, ele frequentemente lembrava os muçulmanos de manter sua família. Por fim, chegou um ponto em que esses lembretes constantes se solidificaram no Alcorão, uma formalização da insistência e substância da mensagem:
  'Diga: Eu não lhe peço nenhuma recompensa por isso [a comunicação da revelação] exceto o amor pelo parentesco próximo (al-mawadda fi l-qurba) eram esses “parentes próximos” (qurba). Ele respondeu que eram Ali, Fatima, Hasan e Husayn.
Parentes traduzem qurbā, que deriva de uma raiz (q-r-b) que indica proximidade e aproximação. Assim, alguns sugerem que este versículo significa “amor através da proximidade” e que ordena o amor a Deus e a aproximação a Ele por meio de ações piedosas.
Outros dizem que o apelo à afeição entre os parentes é um apelo para seguir os parentes do Profeta, especificamente seu primo e genro ʿAlī ibn Abī Ṭālib e sua filha Fāṭimah e seus descendentes.
Al-Tabari em seu comentário sobre este versículo, oferece duas interpretações e prefere a primeira, segundo a qual a exigência é de amor dos fiéis ao Profeta com quem estão relacionados por laços de sangue. De acordo com outra interpretação de al-Tabari, esse amor pelos parentes em geral se refere.

### O verso de Abrar
De acordo com a maioria das fontes xiitas e algumas sunitas, vv. 5–22 foram revelados em relação à família do Profeta: ʿAlī ibn Abī Ṭālib, Fāṭimah, Ḥasan e Ḥusayn. A conta relatada com ligeira variação por al-Ṭabrisī, al-Qurṭubī, al-Ālūsī e outros.  Em particular, os versículos 76:7-12 dizem:
Eles cumprem seus votos e temem um dia cujo mal é generalizado, e dão comida, apesar de amá-la, ao indigente, ao órfão e ao cativo. “Nós os alimentamos apenas pela Face de Deus. Não desejamos nenhuma recompensa ou agradecimento de sua parte. Verdadeiramente tememos de nosso Senhor um dia sombrio e calamitoso”. Assim, Deus os protegeu do mal daquele Dia, concedeu-lhes brilho e alegria, e os recompensou por terem sido pacientes com um Jardim e com seda.
A causa da revelação deste versículo foi que um dia Hasan e Husayn (quando ainda eram crianças) ficaram doentes. O Profeta, com alguns de seus companheiros, os visitou e pediu a Ali que fizesse um voto de jejum por Allah. Ele jurou jejuar por três dias até que seus dois filhos se recuperassem. Fátima e seu servo Fiddha juraram fazer o mesmo. Quando al-Hasan e al-Husayn recuperaram a saúde, todos jejuaram. Ali não tinha dinheiro para comprar comida para o iftar. Pegou emprestado um pouco de cevada que Fátima moeu e cozinhou um pouco dessa cevada para o iftar do primeiro dia de jejum. Na hora do iftar, um homem pobre bateu na porta pedindo comida. Todos os membros da família deram sua parte ao pobre e passaram a noite sem comida. No segundo dia e na hora do iftar, um órfão bateu na porta pedindo comida. Todos deram a ele sua porção de comida e passaram a segunda noite sem nada além de água. No terceiro dia, Fátima moeu e cozinhou o restante da cevada. Na hora do iftar, um cativo bateu na porta pedindo comida, e eles fizeram o mesmo que nos dois dias anteriores. No quarto dia, o Profeta veio até eles e os viu muito fracos e sofrendo de fome. Ele disse dolorosamente, 'Ó meu Senhor! As pessoas '. da casa de Maomé estão morrendo de fome naqueles momentos, Gabriel desceu até o Profeta levando consigo esses versos como recompensa por eles.

### Versículo 17:26
Outro versículo relacionado a eventos históricos envolvendo Fāṭima é Q 17:26, que deus diz:
Então, dê ao parente seu direito, e ao indigente e ao viajante. Isso é melhor para aqueles que desejam a Face de Deus. São eles que prosperarão.
De acordo com os comentários xiitas, a primeira frase deste verso é uma injunção específica para o Profeta dar aos membros de sua família (dhū al-qurbā) o que lhes é devido. A maioria dos comentaristas xiitas disse que este versículo foi revelado na ocasião em que o Profeta presenteou Fátima com algumas das plantações de Fadak, e que foi realmente este versículo que o levou a fazê-lo. Mas devido a diferentes entendimentos sobre o que o Profeta pretendia, este jardim foi visto pelo primeiro califa, Abū Bakr, como propriedade que pertencia à política muçulmana e não a Fāṭimah.
Em contraste, a maioria dos comentaristas sunitas vê isso como uma das várias injunções para observar os direitos dos parentes encontrados em todo o Alcorão. O direito, ou devido, que se tem de dar pode ser visto especificamente como caridade ou geralmente como conduta virtuosa para com os parentes.

### Suratul Kawthar (Bem Abundante)
Dedicatórias específicas associadas a Fāṭima incluem o primeiro verso do Sūratal-Kawthar ('A Abundância') em que a frase 'De fato, nós concedemos a você abundância' é entendida como referindo-se a Fāṭima.
Em Nome de Deus, o Compassivo, o Misericordioso

Verdadeiramente, concedemos abundante bem a ti. Então ore ao seu Senhor e sacrifique. Verdadeiramente teu inimigo será aquele sem posteridade.
De acordo com al-Wāḥidī, esta surata foi revelada em resposta a um incidente específico: “Sempre que o Mensageiro de Deus era mencionado, al-ʿĀṣ ibn Wāʾil al-Sahmī dizia: 'Deixe-o em paz. Ele é apenas um homem sem posteridade; ele não tem descendência [aludindo ao fato de que o filho do Profeta ʿAbd Allāh morreu quando criança]. Se ele morresse, ninguém iria mencioná-lo novamente, e você se livraria dele. ' E assim Deus revelou de Verdadeiramente Nós concedemos bens abundantes a ti até o fim da surata ”.
O Profeta teve dois filhos homens de sua primeira esposa Cadija - um chamado Qasim e o outro chamado Tahir (que também era conhecido como Abdullah) e ambos faleceram em Meca, e assim o Profeta não teve nenhum filho vivo.
E na língua dos árabes, uma pessoa que não tinha descendência masculina era chamada de “abtar” – significando aquele que não tem posteridade para segui-lo. Assim, os coraixitas deram ao Profeta esse apelido após a morte de seu filho. De acordo com seus costumes tradicionais, os árabes davam muita importância aos filhos homens e consideravam o filho como uma extensão do pai.
Alguns estudiosos afirmaram que “al-Kawthar” é uma ‘Piscina de Abundância’ que pertence ao Profeta de onde os crentes saciarão sua sede quando chegarem ao paraíso. Outras opiniões de 'al-Kawthar' incluem o seguinte: Alguns comentaram sobre isso como sendo 'profecia'; Outros mencionam que é o Alcorão; Outra opinião é que se refere a uma abundância de companheiros e seguidores do Profeta; Ainda outra interpretação é que se refere à abundância de descendentes que virão de sua filha, Fatima Zahra’, e aumentarão a tal ponto que será impossível contá-los.

### Suratul Qadr
Este capítulo foi revelado em Meca e contém 5 versículos. Como se entende pelo nome, este capítulo se refere à revelação do Nobre Alcorão na Noite da Ordenação (al-Qadr) e então descreve a importância da noite e as bênçãos nela contidas. Segundo uma narração, o Imam Jafar as-Sadiq disse uma vez em uma tradição registrada no comentário de Furat ibn Ibrahim, falando sobre o significado do verso do Alcorão: “A Noite dos Decretos Divinos (Laylatul Qadr) é Fátima, portanto quem conhece bem Fátima, entendeu a Noite dos Decretos Divinos, e a razão de Fátima ser chamada de Fátima é que a humanidade foi 'impedida de obter' seu conhecimento! (Ou conhecer seu verdadeiro status)”.
O Alcorão desceu sobre o coração puro do Profeta, e no qual os Decretos Divinos (destinos) dos seres humanos são determinados por um ano, de acordo com a Sabedoria Divina. Como tal, o que foi dito na tradição acima é uma interpretação figurativa do significado deste capítulo, ou o segundo significado de Suratul Qadr.

## Nohadith

### Fátima é uma parte de mim
Existem muitas tradições nas quais o Profeta descreve o status de sua filha neste mundo e no próximo.
o conhecido ditado do Profeta, também registrado em Sahih al-Bukhari, que mostra o profundo amor que ele sentia por sua filha, como, 'Fátima é uma parte de mim, e quem a deixa com raiva, me deixa com raiva.' hadith tem muitas variantes que, no entanto, não mudam muito o significado. Em um hadith, o Profeta explicou a `Ali: “Oh `Ali, Fátima é parte de mim e ela é a luz dos meus olhos e o fruto do meu coração. O que a entristece, me entristece, e o que a deixa feliz, me deixa feliz. . .. Seja bom para ela depois de mim, e quanto a al-Hasan e al-Husayn, eles são meus filhos e minhas duas ramificações, e eles são os mestres dos jovens do povo do paraíso. Eles são tão preciosos para você quanto sua audição e sua visão.” 
O Profeta explica o vínculo íntimo entre ele e sua filha: ele sente o que ela sente; ela permanece, literalmente, como parte de seu corpo.

### Senhora das mulheres
tanto os xiitas quanto os sunitas acreditam - o último seguindo o hadith considerado sólido pelos autores de suas coleções canônicas, Bukhari e Muslim - que Maomé designou sua filha Fátima como "amante das mulheres do Paraíso" (sayyidat nisa' al-janna) e ''amante de todas as mulheres do mundo'' (sayyidat nisa' al-'alamin). 
Sahih al-Bukhari, amplamente considerada como uma das coleções de hádices mais confiáveis pelos muçulmanos sunitas, narra um hádice da esposa mais jovem do Profeta, Aisha, segundo o qual Fátima é elogiada por ocupar a posição de amante de todas as mulheres na terra e no Paraíso. 
este hadith é transmitido de várias formas pelas autoridades sunitas:
a) Fátima é a amante das mulheres desta comunidade e das mulheres dos crentes: Ibn Hanbal, al-Buhârî, Muslim, Qâdî 'Iyâd e al-Ġawzî. Todos estes são transmitidos sob a autoridade de Aisha.
b) Fátima é a amante das mulheres desta comunidade e das mulheres dos crentes e das mulheres dos mundos:
al-Nîsâbûrî (na autoridade de Aisha) e Ibn al-Atîr
c) Fátima é a amante das mulheres desta comunidade e das mulheres dos mundos: Ibn Sa'd, al-Nasâ'î, al-Işbahânî, Ibn 'Abd al-Barr (tudo sob a autoridade de Aisha), al-'Asqalânî e al-Shablanğî (na autoridade de Aisha).
d) Fátima é a amante das mulheres do povo do Paraíso: Ibn Hanbal (com a autoridade de Hudayfa), al-Buhârî (com a autoridade de Aisha), al-Nîsâbûrî (com a autoridade de Hudayfa ), Ibn al-Atîr (na autoridade de Umm Salama), Ibn Katîr (na autoridade de Aisha), al-'Asqalânî (na autoridade de Aisha).

### Hadith al-Kisāʾ
Ahl al-Kisāʾ (o povo do manto) geralmente se refere ao grupo que compreende o profeta Maomé, sua filha Fáṭima, seu primo e genro Alī b. Abī Ṭālib e seus netos al-Ḥasan e al-Ḥusayn. Esta pêntada também foi designada aṣḥāb al-kisāʾ e āl al-ʿabāʾ.
A fonte dessa expressão é um ḥadīth conhecido como ḥadīth al-kisāʾ (também como ḥadīth al-ʿabāʾ), registrado nas coleções de tradições sunitas e xiitas. De acordo com este ḥadīth, um dia na casa pertencente a ʿAlī ou à esposa do profeta Umm Sal-ama, o Profeta estava usando uma capa (kisāʾ ou ʿabāʾ) de pêlo de camelo preto, e reunidos com ele sob a capa estavam Fāṭima, ʿAlī, al-Ḥasan e al-Ḥusayn. Como eles estavam sob este manto, o versículo do Alcorão 33:33, conhecido como o versículo taṭhīr, foi revelado: “Deus deseja apenas remover a mancha de vocês, pessoas da casa, e purificá-los completamente.”
A expressão ahl al-bayt (pessoas da casa) que aparece neste verso foi interpretada de forma diferente pelos comentaristas sunitas e xiitas. Embora muitos comentaristas sunitas o definam amplamente para incluir as esposas do Profeta e vários ramos dos Banū Hāshim, os xiitas são unânimes em considerar o incidente do manto como prova de que ahl al-bayt inclui apenas a pêntada mencionada no ḥadīth al-kisāʾ e seus descendentes.
De acordo com o ḥadīth al-Kisāʾ (a narração do manto'), Fátima é uma das cinco Pessoas sagradas do Manto (ahl al-kisāʾ) que foram purificadas por Deus (Q 33:33, conhecido como o verso taṭhīr ). Um ḥadīth narrado pelo Imam al-Bāqir diz que Fāṭima foi purificada de todas as impurezas. Dado o versículo 19 de Sūrat Maryam, onde diz que foi profetizado que Maria teria um filho puro (ghulām zakī), a razão para nomear Fāṭima 'al Zakiyya' foi porque ela teria filhos puros.

### Criação de luz
O hadith do Profeta diz: ‘Porque Deus quis nos criar, Ele falou a palavra e dessa palavra Ele fez uma luz. Então Ele falou outra palavra e dessa palavra Ele fez um espírito. Então Ele misturou a luz e o espírito e disso fez a mim mesmo, Ali, Fatima, al-Ḥasan e al-Ḥusayn’.
Em uma tradição, atribuída ao Imam al-Bāqir, ele disse que Fátima era chamada de 'a Radiante' porque 'Deus a criou da luz de Sua majestade, para que seu esplendor pudesse iluminar os céus e a terra'. E quando os anjos perguntam sobre a fonte dessa luz, Deus diz: 'Esta é uma luz tirada da Minha luz que coloquei nos céus. Eu o criei da Minha majestade e o trarei [sobre a terra] dos descendentes de um dos Meus profetas.
Em outra narração, conta-se que a luz de Fátima se manifestou diante da luz dos céus e da terra. Ainda outra narração enfatiza que Fátima representa a manifestação mundana da 'sabedoria luminosa' (ḥikma nūriyya). Nela, o Profeta recebe uma maçã celestial do Arcanjo Gabriel como um presente especial de Deus, e quando o Profeta partiu a maçã em dois pedaços, uma luz incrível brilhou dela. Então Gabriel disse ao Profeta: ‘Coma e não tenha medo, nos céus esta luz se chama Manṣūra e na terra se chama Fátima’. A narração continua com Gabriel explicando o significado do nome celestial de Fátima invocando o verso 'e naquele dia os fiéis se alegrarão com a ajuda de Deus (naṣr). Ele ajuda (yanṣur) a quem Ele deseja' (Q 30:4-5). De acordo com esta narração, Fátima - ou 'Manṣūra' - é o meio pelo qual a ajuda de Deus chega aos fiéis.
No que diz respeito a Fatima al-Zahra ser “sabedoria luminosa”, as interpretações do Verso de Luz (āyat al-nūr) atribuídas ao Imam Jaʿfar al-Ṣādiq são significativas. O Verso da Luz diz: ‘Deus é a Luz dos céus e da terra. A parábola de Sua Luz é um nicho onde há uma lâmpada, a lâmpada está em um vidro, o vidro é como se fosse uma estrela brilhante, iluminada por uma oliveira abençoada, nem do Oriente nem do Ocidente, cujo óleo quase acende para cima, embora o fogo ainda não o tenha tocado' (Q 24:35). As narrações do Imam al-Ṣādiq explicam que o significado da ‘estrela brilhante’ (kawkab durrī) que sai da oliveira é a própria Fátima, que é o fruto da árvore abraâmica da existência.

### Quatro mulheres mais sublimes dos céus
Algumas narrações localizam Fāṭima al-Zahrāʾ ao lado de outras mulheres sagradas na tradição abraâmica. Diz que quando Khadīja deu à luz Fāṭima, quatro 'mulheres do Paraíso' vieram parabenizar Khadīja e falaram com ela e sua filha recém-nascida. O tom da narração deixa claro que havia uma relação entre essas mulheres e Fāṭima al-Zahrāʾ, e dá a entender que a recém-nascida Fāṭima já as conhecia. De acordo com a narração, as quatro mulheres eram Sara (a esposa de Abraão), Asiya (a esposa do faraó e mãe adotiva de Moisés), a Virgem Maria e Sephora (ou Zípora), a esposa de Moisés. Isso novamente aponta para a origem celestial de Fāṭima e uma espécie de pré-existência. Existem várias outras tradições na mesma linha, que diferem em suas particularidades, mas identificam Fāṭima, ao lado de Maria, Khadīja e Āsiya, como as quatro mulheres mais sublimes nos céus e no Paraíso.

### Seu alto status no Dia da Ressurreição
Existem muitas narrações que atribuem uma importância milagrosa a Fāṭima que podem ser encontradas nas obras de autores sunitas e xiitas. Um grupo notável de tradições mitológicas discute sua posição no Dia da Ressurreição, que serve para destacar seu alto status. Nesse dia, dizem-nos, soará um chamado, dizendo às pessoas para abrirem caminho e desviarem seus olhares, pois Fáṭima, filha do Profeta, deseja cruzar a ponte (ṣirāṭ), momento em que ela aparecerá vestindo vermelho ou roupas verdes, e sua passagem será anunciada por um visitante. Alguns relatos dizem que ela será a primeira pessoa a entrar no Paraíso. Existem também outras tradições que descrevem sua aparição e entrada no Paraíso.

## Obras

### Mushaf Fátima
Uma obra com este título é mencionada em numerosos relatórios xiitas antigos, quase sempre com associações esotéricas. Uma citação de Jafar al-Sadiq relatou que o Mushaf Fátima continha o texto do testamento de Fátima, mas isso significaria um texto diferente e mais longo do que o muito curto citado por Muhammad al-Baqir como o testamento de Fátima. Há, no entanto, outros relatos sobre a autoria do livro.
De acordo com um relatório, Mushaf Fatima, ou Kitab Fatima (O Livro de Fátima) é o Livro revelado pelo Anjo Gabriel à filha do Profeta durante os setenta e cinco dias que se seguiram à morte de seu pai e precederam a dela; Ela ditou essas revelações a seu marido, ‘Ali, que as escreveu. Outro relato concorda com a maior parte deste relato, mas sem especificar o nome do anjo.
Existem relatos conflitantes sobre a natureza do conteúdo do livro. Todos concordam, no entanto, que não havia nada do Alcorão naquele livro, claramente uma tentativa de afirmar que, mesmo que revelado por Deus, o livro não fazia parte da mensagem profética nem estava em pé de igualdade com o Alcorão. . A versão de Gabriel sugeria que o livro continha o que o anjo lhe relatava sobre a situação de seu pai após a morte e o que aconteceria com sua prole depois dela.
Uma variante desse relato que atribui a revelação do livro a um anjo sem nome enfatiza que não havia material sobre a sharia (shay' mina al-halal wa al-haram) no livro, mas sim algumas informações sobre o futuro. Outro relatório, no entanto, expande o escopo do livro e encontra todas as informações que as pessoas precisam para cumprir seus deveres religiosos, incluindo até detalhes do código penal.
As referências reais ao texto geralmente tratam de questões de adivinhação e profecia histórica, em vez de deveres religiosos. Um deles, por exemplo, prevê que os maniqueístas reaparecerão no ano 128, como Ja'far al-Sadiq havia encontrado no Mushaf de Fátima. Outros relatos dizem que ele procurou no Livro de Fátima, onde os nomes de todos os futuros reis foram registrados, mas não conseguiu encontrar o nome de nenhum dos hasanidas lá.
Outra versão deste relatório acrescenta que não apenas os nomes dos reis, mas também os de todos os profetas e seus legatários (awsiya) também estão registrados naquele livro. Uma descrição posterior e mais esotérica transmite um elemento ainda mais forte de onisciência, afirmando que o livro contém todo o conhecimento do universo e do passado, presente e futuro da humanidade.
Há também uma pequena discrepância quanto ao paradeiro do texto. Embora a maioria dos relatórios fale sobre este livro estar disponível para Ja'far al-Sadiq e os Imames depois dele, o que implica que ele se move através da linhagem dos Imames desde a prole de Fátima até ser recebido pelo Mahdi. 

### Sermão de Fadak
É relatado que em uma reunião na Mesquita do Profeta com a presença de Abū Bakr e muitos dos principais Companheiros, Fāṭima fez um sermão longo e eloqüente no qual ela castigou Abū Bakr por privá-la de seus direitos. Ela rejeitou o relato de Abū Bakr sobre as palavras do Profeta e acusou Abū Bakr e seus apoiadores de tê-lo forjado.  Na história de Fadak conforme apresentada no hadith xiita, Fátima é retratada, em total contraste, como uma mulher muçulmana brilhante e eloquente que não hesita em confrontar homens poderosos e exigir seus direitos da maneira mais contundente e convincente. Parece que as imaginações sunita e xiita são, nas palavras de Scott C. Lucas, “historiografias irreconciliáveis. A versão xiita de Fadak segue linhas semelhantes às da versão sunita, na medida em que Abu Bakr nega a herança de Fátima com base em sua crença de que ouviu Maomé afirmar que os profetas não deixam herança, mas sim sua riqueza deve ser transferida para o tesouro público. No entanto, o hadith contém um protesto enfático de Fátima, conhecido como Khutbat al-Zahra’ (o discurso de al Zahra’) ou Kalam Fatimah (as palavras de Fátima).
Existem pelo menos quatro versões diferentes deste discurso, de duração variável. A versão mais antiga conhecida está em Balaghat al-nisa' (Ditos Eloquentes de Mulheres) de Ibn Abi Tayfur (falecido em 279/ relatada por Zayd ibn 'Ali, companheiro do décimo xiita Imam al-Hadi (falecido em 254/ filha de Fatimah, Zaynab bint Ali.

### Hádices (narrações)
Narrações individuais de Fátima estão espalhadas por coleções de tradições Twelver Shiʿi e obras de comentários do Alcorão. No entanto, além disso, existem narrativas que aparecem juntas na forma de um musnad ('coleção ḥadīth') que pode ter se originado com a própria Fāṭima. Isto é especialmente verdade em obras de tradições. Por exemplo, Ibn Rāhawayh coletou tradições e relatos dela em seu próprio Musnad (5/3–15). Da mesma forma, Abū Yaʿlā al-Mawṣilī apresenta narrações de Fāṭima em um formato semelhante em seu Musnad (12/108–123). Na mesma linha, al-Suyūṭī, escrevendo no século 10/16, também incluiu em seu próprio trabalho uma coleção de material transmitido por ela, que ele se referiu como 'o musnad de Fāṭima alZahrāʾ, que Deus esteja satisfeito com ela', que incluiu até 284 narrações dela sobre uma variedade de tópicos.
Há um bom número de relatos citados nas coleções de badith sobre a autoridade de Fátima al-Zahra' ou sobre sua vida e virtudes. Houve tentativas de coletá-los em monografias:
Akhbbār Fatima wa mansha'uba wa mawliduha, de Abū 'Abd Allāh Muhammad b. Zakariya b. Dīnār al-Jawharī al-Ghallābī al-Baṣrī (falecido em 298)
Fadha'il Fátima, por Abu I-Qasim 'Abd Allah b. Muhammad b. 'Abd al-'Aziz al-Manī'i al-Baghawī (falecido em 317)
Akhbar Fatima wa 'l-Hasan wa 'l-Husayn, de Abu Bakr Muhammad b. Aḥmad al-Katib al-Baghdādī, Ibn Abi 'l-Thalj (falecido em 325)
Akbar Fatima, por Abū 'Ali Aḥmad b. Muhammad b. Ja'far al-Şūlī al-Başrī (vivo em 353)
Akhbbar Fátima, por Abū Talib 'Ubayd Allah b. Ahmad b. Ya'qub al-Anbārī (falecido em 356)
Akhbār al-Zabrā, de Ibn Babawayh (falecido em 381)
Musnad sayyidat nisā' al-'ālamīn Fāṭima bint Rasul Allab, por 'Ali b. 'Umar b. Aḥmad al-Daraquṭni (falecido em 385)
Musnad Fátima, por 'Umar b. Ahmad b. Shahin al-Marrudhī al-Baghdadi (falecido em 395) 

## Visões sobre autoridades espirituais

### Fāṭima como manifestação do poder criativo de Deus
Henry Corbin sustenta que nos ensinamentos de certos ramos do islamismo xiita, como os ismaelitas e os nuṣayrīs, Fāṭima é considerada a 'virgem-mãe' e um papel criativo é atribuído a ela. De acordo com Corbin, essas tradições a percebem como 'uma teofania de Sophia aeterna' ou sabedoria eterna 'que os livros de sabedoria' celebram como 'a medianeira da Criação' (aquela através de quem toda a Criação é trazida à existência), e dão a ela o título de Fāṭima al-Fāṭir. A relação de Fāṭima com o Nome Divino 'al-Fāṭir' ('o Criador') também foi enfatizada em uma narração encontrada em fontes Shiʿi. Diz que cada uma das Cinco Pessoas do Manto — Maomé, ʿAlī, Fāṭima, al-Ḥasan e al-Ḥusayn — reflete um dos Nomes de Deus; Maomé é 'al-Maḥmūd' ('O Louvado'), ʿAlī é 'al-ʿĀlī' ('O Exaltado'), Fāṭima é 'al-Fāṭir' ('O Criador'), al-Ḥasan é 'Dhū al- Iḥsān' ('O Possuidor de Benfeitoria') e al-Ḥusayn é 'al-Muḥsin' ('O Benfeitor'). Esta tradição, que é um ḥadīth qudsī, diz: ‘Estas cinco pessoas são aquelas a quem dei cinco nomes derivados de cinco dos Meus nomes…’. O poder criativo da feminilidade sagrada foi abordado de vários ângulos nas tradições místicas e míticas, incluindo o sufismo e a gnose islâmica, mas todas essas abordagens compartilham temas comuns. Ibn al-ʿArabī também aborda essa ideia em seu Fuṣūṣ al-ḥikam (no Faṣṣ ḥikma fardiyya fi kalima Muḥammadiyya), no qual diz que a mulher além de ser uma manifestação da receptividade e passividade divina, é também o locus da manifestação da divina ação e efeito. 

### A Virgem Fátima
Nas tradições esotéricas, a virgindade das deusas e as manifestações terrenas do sagrado feminino não se restringem à virgindade física, mas também possuem conotações transcendentes e metafísicas, como ser inatingível, impecável, prenhe de possibilidades ocultas; ou, em outro nível, indeterminação e impenetrabilidade. Nesse mesmo sentido, a virgindade é vista como condição básica para a realização da plena receptividade feminina (qābiliyya), no sentido de estar pronta para suportar o peso do Verbo Divino e do Espírito Santo. A receptividade da Virgem Maria (Maryam) para levar a Palavra Divina, tanto na tradição cristã quanto de acordo com o Alcorão (Q 3:4B8r3B4p7yhRXuBWLqsQ546WR43cqQwrbXMDFnBi6vSJBeif8tPW85a7r7DM961Jvk4hdryZoByEp8GC8HzsqJpRN4FxGM9الكريم|acessodata=2023-02-18|website=tanzil.net}}</ref>
pertence a esta categoria. É digno de nota que o Alcorão torna explícita a conexão entre a plena receptividade feminina para levar a Palavra Divina, por um lado, e a virgindade, por outro (Q 21:91 e Q 66:12).
A sunna e a literatura hadith enfatizam a virgindade de Fátima ao lado da de Maria. É por esta razão que ela recebe o título de batūl (comparável a 'virgem', embora também signifique uma mulher que não menstrua), e é claro que, da perspectiva do Islã, especialmente Shiʿi e Islã esotérico, as qualidades atribuídas acima à Virgem Maria também se aplicam a Fátima. 
Isso é evidente em um ḥadīth profético narrado por al-Ḥākim al-Nīsābūrī em seu Mustadrak ʿalā al-Ṣaḥīḥayn (3/152), que dá uma interpretação semelhante ao versículo Q 66:12, a saber: 'Certamente Fátima guardou seu ventre e assim Deus proibiu seus descendentes do fogo do inferno'. Existem também alguns versos de poesia atribuídos a Ḥassān b. Thābit, um poeta e companheiro do Profeta, que ecoam esta abordagem: 'E certamente Maryam guardou seu ventre / e assim trouxe Jesus como a lua nova / e Fátima guardou seu ventre / e assim trouxe os netos do Profeta de orientação '. Ibn Bābawayh também narra uma tradição de ʿUmar b. ʿAlī, de seu pai Imam Ali, no qual o Profeta foi questionado: 'você disse que Maria e Fátima são ambas batūl. O que significa batūl?” Ele respondeu dizendo: “Batūl significa uma mulher que não experimenta o sangue da menstruação. Em outra narração, desta vez atribuída ao Imam Muḥammad al-Baqir, Fátima recebe o título de al-ṭāhira (a pura) em vez de batūl pelo mesmo motivo. Isso é importante porque conecta o conceito de pureza (ṭahāra) ao de virgindade.

### A infalibilidade de Fátima (ʿisma)
A afirmação do Profeta sobre o status de Fátima como batūl, juntamente com algumas das outras qualidades sagradas e teofânicas que ela compartilha com Maria, serve para afirmar a proximidade espiritual, ou talvez até a identidade metafísica e simbólica, dessas duas figuras femininas. É provavelmente com base nisso que as fontes xiitas enfatizam a pureza inata de Fátima (ṭahāra) e a infalibilidade (ʿisma), que certas obras esotéricas shiʿi descrevem como sua 'infalibilidade absoluta' (ʿiṣma muṭlaqa) ou 'maior infalibilidade divina' (ʿiṣmat Allāh al-kubrā ) (referindo-se a 'maior proteção de Deus' como o significado literal de ʿisma é 'proteção', ou seja, do pecado). De um ângulo, com todas as devidas precauções e observando que o Islã não aceita a doutrina do Pecado Original, é até possível comparar isso com a doutrina católica da Imaculada Conceição que se originou no século XII EC. 
nos comentários Shiʿi em parte do Q 33:33, conhecido como āyat al-taṭhīr ('o Verso da Purificação'): 'Na verdade, Deus deseja repelir toda impureza de vocês, ó Família do Profeta (ahl al-Bayt), e purificá-lo com uma purificação completa (wa yuṭahhirakum taṭhīran).' De acordo com a interpretação padrão encontrada na tradição Shiʿi, este verso demonstra a infalibilidade essencial e engendrada dos cinco 'Povos do Manto' (ahl al-kisāʾ), dos quais Fátima era uma, e também que Deus quis perpetuamente purificá-los (embora esta interpretação não seja unânime entre os estudiosos muçulmanos, alguns dos quais dizem que se refere às esposas do Profeta). Sob esta luz, pode-se dizer que Fátima al-Zahra representa a mais perfeita manifestação do sagrado feminino.

### A Mãe dos Imames
Outro aspecto fundamental da biografia de Fāṭima e sua persona sagrada é seu papel como mãe dos Imames.
A doutrina do Imamate é inteiramente dominada pelo grupo sagrado reunido pelo Profeta Maomé, sua filha Fátima e os doze imãs, referidos como os “Quatorze Impecáveis” (ma'sum), ou as “Quatorze Provas” (hujja). Esses indivíduos formam um todo que por si só reflete fielmente as duas formas pelas quais, segundo o xiismo, a Verdade Divina (al-haqq) se manifesta à humanidade. Um deles é óbvio, aparente, exotérico (za'hir), e envolve o outro, que é secreto, oculto, esotérico (batin). O lado exotérico da Verdade se manifesta através da profecia legisladora (nubuwwa), trazendo à massa da humanidade ('umma) um Livro Sagrado que “desceu do Céu” (tanzil); Maomé é tanto o protótipo quanto o fim desse primeiro aspecto. O lado esotérico da Verdade é revelado através da missão dos imãs (walaya),151 acompanhando cada missão profética, trazendo para a elite crente (khassa) a única interpretação verdadeira (ta'wil) do Livro Sagrado; juntos, os doze imãs, mas em particular ‘Ali, que é considerado o pai dos outros onze, são a manifestação plenária deste segundo aspecto. Fátima, chamada de “Confluência das Duas Luzes” (majma'al-nurayn), reflete o “lugar” onde os dois aspectos se cruzam.
Conforme declarado acima, o aspecto mais importante do status de Fāṭima em relação ao nascimento de al-Ḥasan e al-Ḥusayn é que ele representa a primeira manifestação da ligação entre a profecia e o imamato, como exemplificado pela própria pessoa de Fāṭima, que é às vezes recebe o título de "a confluência das duas luzes". Nos comentários xiitas sobre o Alcorão, o nascimento de seus filhos é considerado o cumprimento da imagem da 'boa árvore' (al-shajara al-ṭayyiba) em Q 14: 24–25. De acordo com esses comentários, o tronco dessa árvore frutífera é o Profeta, seu galho é ʿAlī e seus galhos são Fāṭima.

### Como um exemplo do Ahl al-Bayt
O início de qualquer discussão sobre a quem se referem termos-chave como 'ahl al-Bayt' (lit. 'Pessoas da Casa', mas posteriormente usado para significar a Família do Profeta) deve começar com uma discussão lingüística e uma análise de conceitos como família, clã, tribo e parentesco no meio cultural em que foram usados. Por esta razão, Fátima, como parente mais próxima do Profeta, é tida como o principal exemplo de sua família. De outro ângulo, ao determinar quem é referido pelo termo 'ahl al-Bayt', pelo menos nos comentários sobre o 'Verso da Purificação' (āyat al-taṭhīr, Q 33:33, é Fátima, seu marido e seus dois filhos que são referidos por esta designação, assim como o Profeta, pelo acordo quase unânime dos comentaristas do Alcorão das comunidades sunita e xiita. Outro contexto em que este termo encontra relevância é na 'Tradição das Duas Coisas Pesadas' ( hadith al-thaqalayn), na maioria das versões, o Profeta diz: 'Estou deixando entre vocês duas coisas pesadas, se você se apegar a elas, não se perderá... o Livro de Deus e minha progênie (ʿitra), o Pessoas da Casa (ahl al-Bayt)' De acordo com o entendimento Shii desta tradição, a Família do Profeta é uma das duas coisas (a outra sendo a revelação) que supostamente guia a comunidade muçulmana, porque apegar-se a eles irá evitar que as pessoas se desviem. Mais uma vez, na prática, isso é considerado uma referência especificamente para Fátima, Ali e seus dois filhos.
Compreender a composição do ʿitra e ahl al-bayt é particularmente importante para transmitir o significado desta tradição. De fato, sem querer avaliar a importância relativa dessas figuras sagradas, parece que a designação de ʿAlī, al-Ḥasan e al-Ḥusayn como ʿitra e ahl al-bayt do Profeta é, sem dúvida, dependente da existência da pessoa de Fátima, pois é apenas através do relacionamento com ela que eles se relacionam com o Profeta. Ela é o elo entre ʿAlī, al-Ḥasan, al Ḥusayn e a pessoa do Profeta e, portanto, ela é o que os unifica como o Povo da Casa. Esse status se reflete em muitas das qualidades espirituais e milagrosas atribuídas a ela, que muitas vezes são muito semelhantes ou idênticas às atribuídas aos Imames. Na verdade, como Pierce observou, Fátima frequentemente “funciona como – ou até mesmo substitui – os Imames em momentos-chave”, e isso se reflete naquelas tradições que falam de uma luz divina passando do Profeta através dela para seus filhos.

### Como Companheiro do Profeta
Além de ser do ahl al-bayt, Fátima também está incluída entre os Companheiros (ṣaḥāba) do Profeta, principalmente no que diz respeito à narração das tradições. Por esse motivo, registros sobre ela também costumam aparecer em obras biográficas que detalham a vida dos Companheiros. Incluídos nesta categoria estão os trabalhos sobre rijāl (aqueles trabalhos que tratam das biografias dos Companheiros qua narradores de tradições), que geralmente incluem uma seção dedicada resumindo as vidas de narradores femininos depois de terem lidado com os narradores masculinos, e é neste seção que costuma aparecer material biográfico sobre Fátima. Uma das preocupações centrais desse subgênero é a narração de tradições do Profeta ou histórias e anedotas sobre sua vida; essas narrações geralmente também podem ser encontradas nas principais coleções de hadith. Num quadro mais amplo, quer no género das colecções de hadith, comentários do Alcorão, crónicas históricas ou outros, quer estas se debrucem sobre um determinado assunto (como a jurisprudência) ou não, são incluídas narrações de Fátima sobre diversos temas. Uma das narrativas mais repetidas entre as fontes é a do Profeta confidenciando a Fátima que ele morrerá em breve, mas consolando-a de que ela se juntará a ele não muito tempo depois. Existem também outras narrações populares: por exemplo, súplicas para entrar na mesquita, que estavam entre as coisas que o Profeta ensinou à filha. Outro exemplo de narração digna de nota transmitida por Fátima, e cujo conteúdo ela disse ter atestado por si mesma, é uma tradição com um significado no sentido de que o Profeta disse que um dos melhores momentos para suplicar a Deus era um momento particular de dia em uma sexta-feira; qualquer súplica proferida durante esse tempo certamente seria aceita por Deus. Assim, Fátima também tem um papel na particularização dos rituais do Islã e na designação da sexta-feira como o dia sagrado da semana. Assim, Fátima também tem um papel na particularização dos rituais do Islã e na designação da sexta-feira como o dia sagrado da semana. O nome de Fátima geralmente aparece como a fonte original de uma tradição do Profeta, com outros Companheiros frequentemente narrando dela também. Alguns dos principais narradores de ḥadīth que transmitem material dela nessas cadeias incluem as esposas do Profeta, como Umm Salama e Aisha, outras Companheiras, como Asmāʾ b. ʿUmays e Zaynab b. Abī Rāfiʿ, e até mesmo companheiros do sexo masculino, como Anas b. Mālik, Ibn ʿAbbās e Ibn Masʿūd. O posicionamento de Fāṭima nesses isnāds, particularmente diante das esposas do Profeta, é mais uma indicação de seu status. Uma coleção das narrativas que sobrevivem de Fátima às vezes aparecem nas fontes na forma de um Musnad. (veja abaixo)

## Fátima na veneração popular
Fátima é alvo de veneração pelos xiitas e é vista como um modelo pelas mulheres muçulmanas devido às suas virtudes morais e religiosas. Um dos títulos que estes lhe atribuem é o de al-Zahra, ou "a Resplandecente". Uma dinastia de califas, oriunda do Islão xiita ismailita, afirmava descender de Fátima — dela retirando o seu nome: fatímidas.
O nome Fátima é muito comum entre as mulheres muçulmanas. Na África Negra utilizam-se as variantes Fatimata, Fatoumata e Fatou.
A hamsá — ou Mão de Fátima — é um talismã usado por alguns muçulmanos que acreditam que ele pode afastar o mau-olhado. Também é usado como talismã no judaísmo, por vezes adornado com estrelas de Davi. Segundo a tradição judaica, esta é a mão de Miriam, irmã de Moisés e Arão, profetas que conduziram o povo judeu do Egito à Terra Prometida.

## Comemoração do martírio de Fátima
Os xiitas em geral e os iranianos em particular celebram cerimónias anuais durante 20 dias no mês de Jamada Alula para comemorar o aniversário do martírio de Fátima. São organizadas procissões fúnebres onde as pessoas reafirmam a sua fidelidade aos ideais de Fátima.